# Jumelage

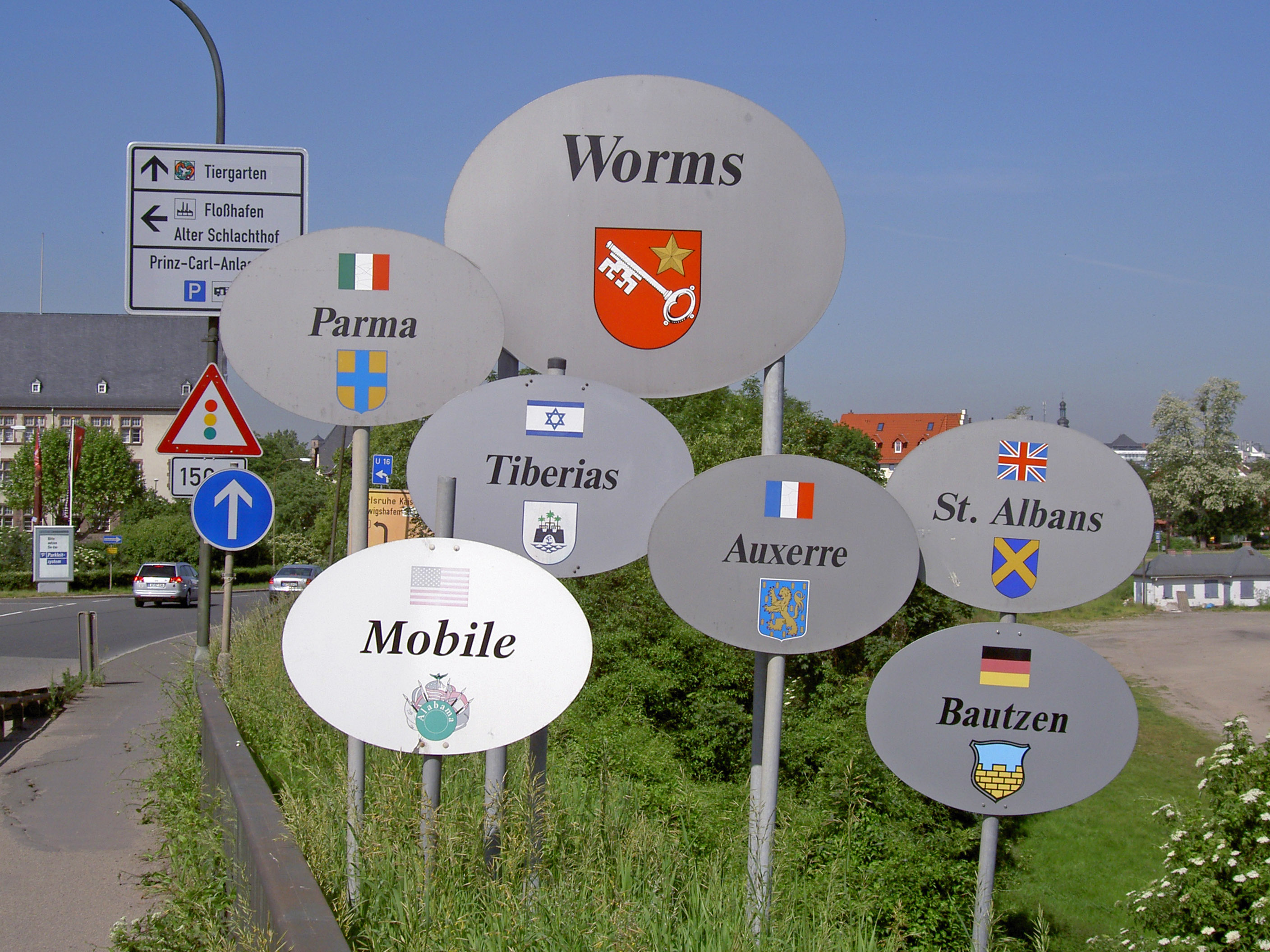
Groupe de panneaux indiquant les villes jumelées avec la ville allemande de Worms.

Le jumelage est l'action d'associer deux choses identiques ou complémentaires. Le terme est aujourd'hui largement attaché à l'association de deux villes (la plupart du temps de pays différents) ou d'établissements scolaires.
Le terme « jumelage » peut désigner d'autres types d'association : le doublement des roues de chaque côté d'un essieu de camion pour accroître la charge possible, l'association de deux ou plusieurs armes sur un même affût pour permettre le tir simultané, l'association de deux autorails, le fait d'associer deux grandes infrastructures de transport sur un même axe (une autoroute ou une voie ferrée par exemple), etc.

## Jumelage entre villes

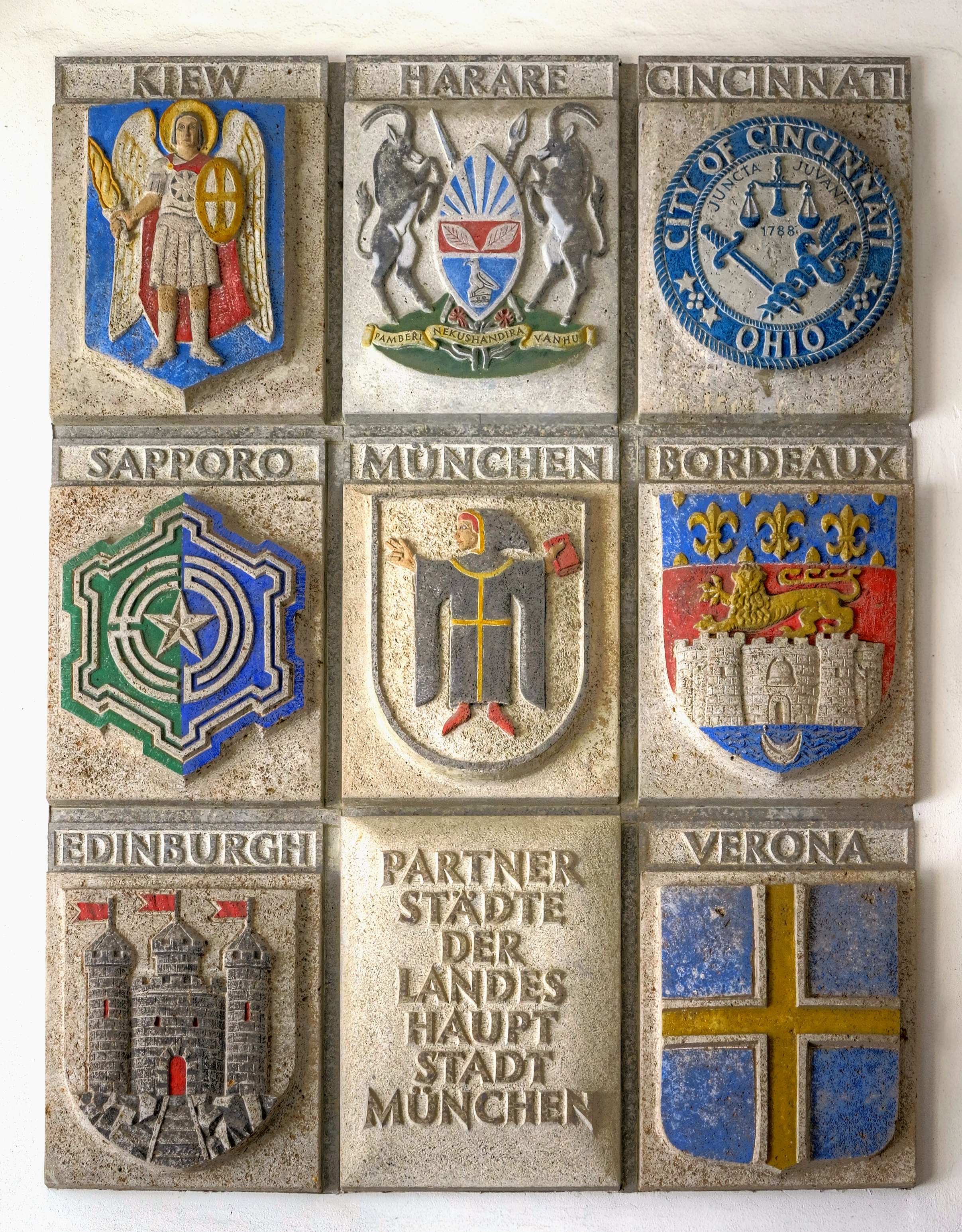
Sculpture murale des villes jumelées avec Munich (Allemagne).

Aujourd'hui, dans le cadre de la coopération décentralisée, un jumelage est une relation établie entre deux villes (majoritairement de pays différents, mais parfois à l'intérieur d'un même pays : voir par exemple le jumelage entre les communes de Plouhinec (Finistère) et Arbent (Ain), toutes deux en France, ou encore Créteil (Val-de-Marne) et les Abymes (Guadeloupe), mais aussi L'Éguille (Charente-Maritime) et Aiguilhe (Haute-Loire)). La plupart des villes importantes du monde sont jumelées avec plusieurs autres villes.
Un jumelage peut par ailleurs s'étendre à une communauté urbaine (voir par exemple Évry-Courcouronnes) ou n'être restreint qu'à une subdivision de la ville comme un quartier (voir par exemple Juan-les-Pins).

### Principes
Cette relation a pour but de pratiquer des échanges socio-culturels ce qui permet notamment de favoriser des rapprochements entre plusieurs cultures. Le jumelage permet un partage de valeurs et de pratiques ainsi que la mise en place d'échanges de bons procédés entre des villes ayant des caractéristiques similaires (taille, population).

### Historique
En 836 sous Louis le Pieux, est instaurée entre les deux villes du Mans et de Paderborn une relation religieuse qui est considérée comme la plus ancienne forme de jumelage en Europe. Le jumelage laïc fut lui conclu en 1967 entre ces deux communes.
Le mouvement fédéraliste français « La Fédération » fondé en 1944, lance dans les années 1950, après la Seconde Guerre mondiale qui venait de déchirer le monde et l'Europe, l'idée du jumelage de communes en Europe. C'est Lucien Tharradin, maire de Montbéliard, ancien résistant et rescapé de Buchenwald qui pose les premières bases d'un jumelage avec Ludwigsbourg dans le Bade-Wurtemberg. Ce premier jumelage franco-allemand, officialisé en 1962, soit cinq ans après le décès de Lucien Tharradin, garde une valeur de symbole. Charles de Gaulle, président de la République française, et Konrad Adenauer, chancelier de la République fédérale d'Allemagne, signent en 1963 le traité de l'Élysée pour sceller la réconciliation franco-allemande.
Il apparait alors qu'un moyen de progresser sur le plan des relations internationales et d'apaiser les haines et les rancœurs, est de tisser des liens au niveau le plus élémentaire, la commune, et ainsi, d'établir des relations d'échanges étroits avec ses voisins. L'objectif initial consiste à échanger des connaissances, des expériences, du savoir-faire dans tous les domaines de la vie locale. Engager les populations traumatisées de cette Europe ruinée de l'après-guerre à fraterniser, relève du défi. Les cinquante maires européens qui, en janvier 1951, fondent le Conseil des communes d'Europe devenu par la suite le Conseil des communes et régions d'Europe (CCRE) font partie des pionniers d'une Europe unie et donc plus forte. Le premier jumelage entre deux villes européennes, Troyes et Tournai, a lieu le 4 novembre 1951 ; entre deux capitales, Rome et Paris, en 1956.

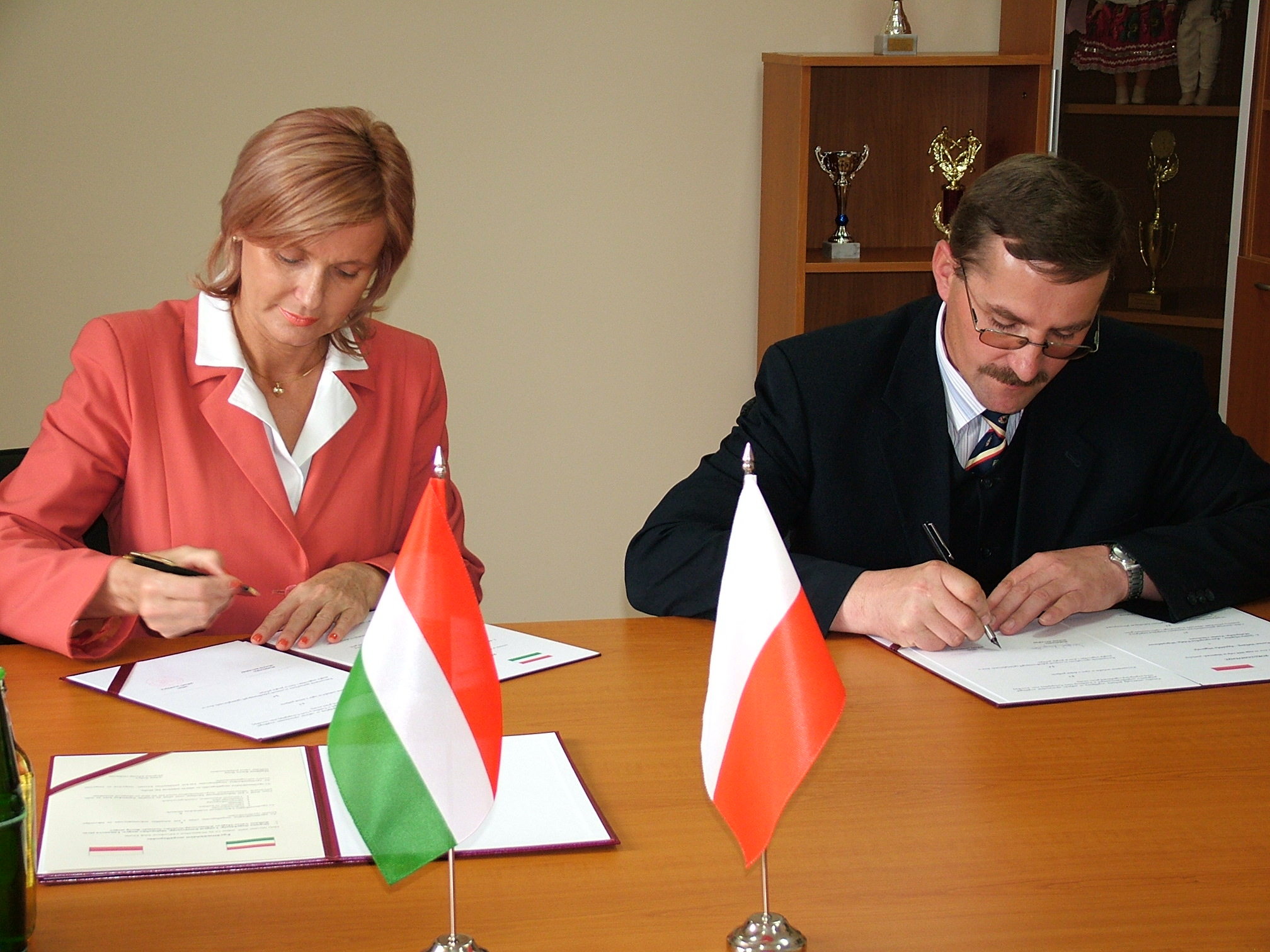
Signature du jumelage entre Słopnice (Pologne) et Balkány (Hongrie).

En 1957, Jean-Marie Bressand, connu pour avoir créé l’association internationale Le Monde Bilingue en 1951, crée La Fédération mondiale des villes jumelées à Aix-les-Bains, une  association de collectivités locales, réparties dans plus de 80 pays, particulièrement en Europe, Afrique et Amérique latine, et aujourd'hui intégrée dans l'organisation internationale Cités et Gouvernements locaux unis.
Le traité de l'Élysée en 1963 a accéléré les jumelages franco-allemands et plus généralement entre les villes françaises et européennes. Après la mort de Franco en 1975 et la chute de la dictature en Espagne, le mouvement des premiers jumelages franco-espagnols s’accélère même s'il ne connaîtra pas un engouement aussi important que celui des jumelages franco-allemands.
Fin 2008, le CCRE a lancé un nouveau site sur les jumelages, pour les collectivités locales européennes qui cherchent des partenaires. Le site constitue un lieu de rencontre virtuel en plus de vingt langues pour les collectivités locales.

### Mise en œuvre
La plupart de ces relations se concrétisent par des participations réciproques à des manifestations culturelles ou des échanges réguliers. Ces jumelages s'articulent souvent autour d'un comité en lien avec la municipalité qui facilite l'établissement des liens et la planification des rencontres des délégations.

Cérémonies et rencontres
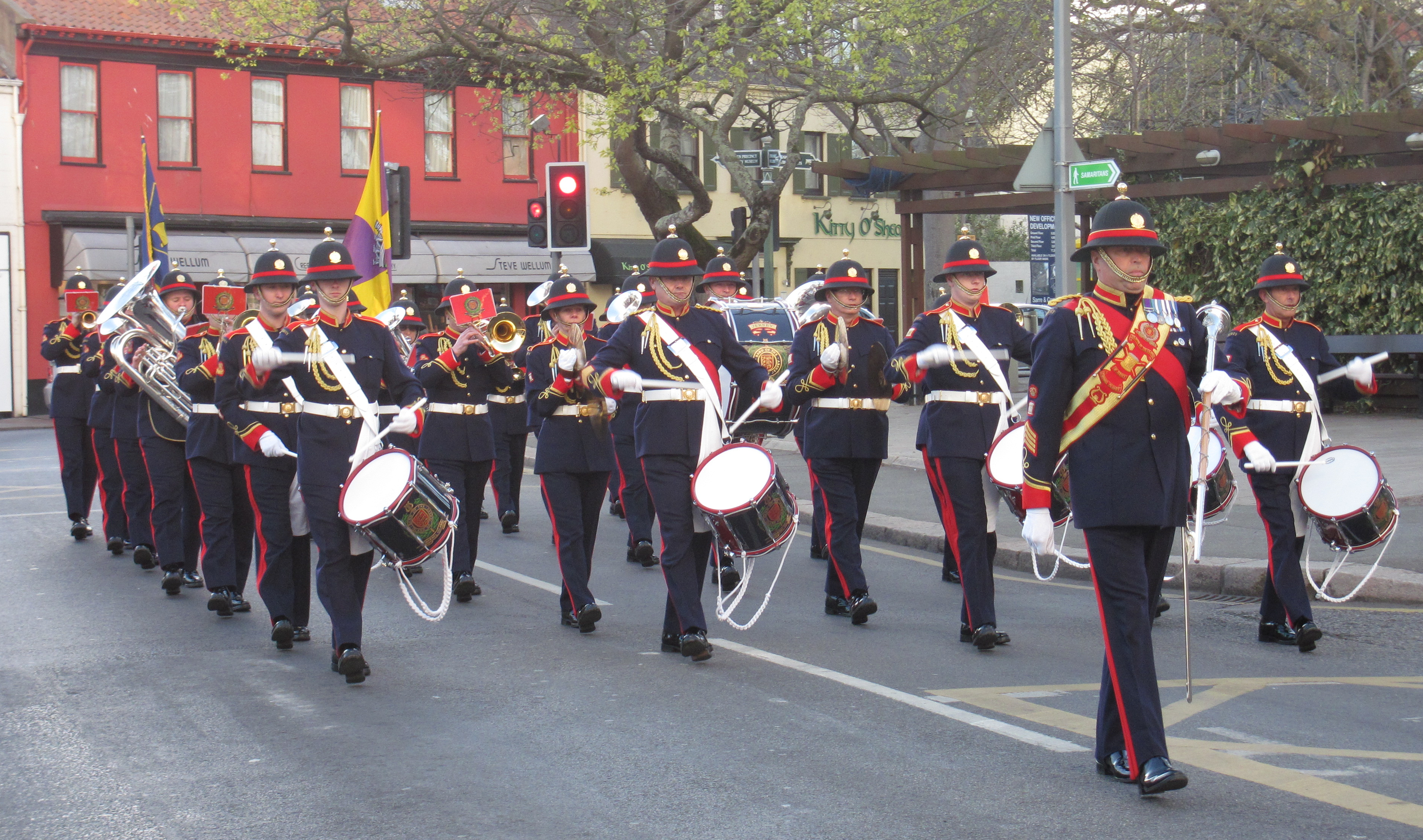
Fête du jumelage entre Saint-Hélier (Jersey) et Funchal (Portugal).
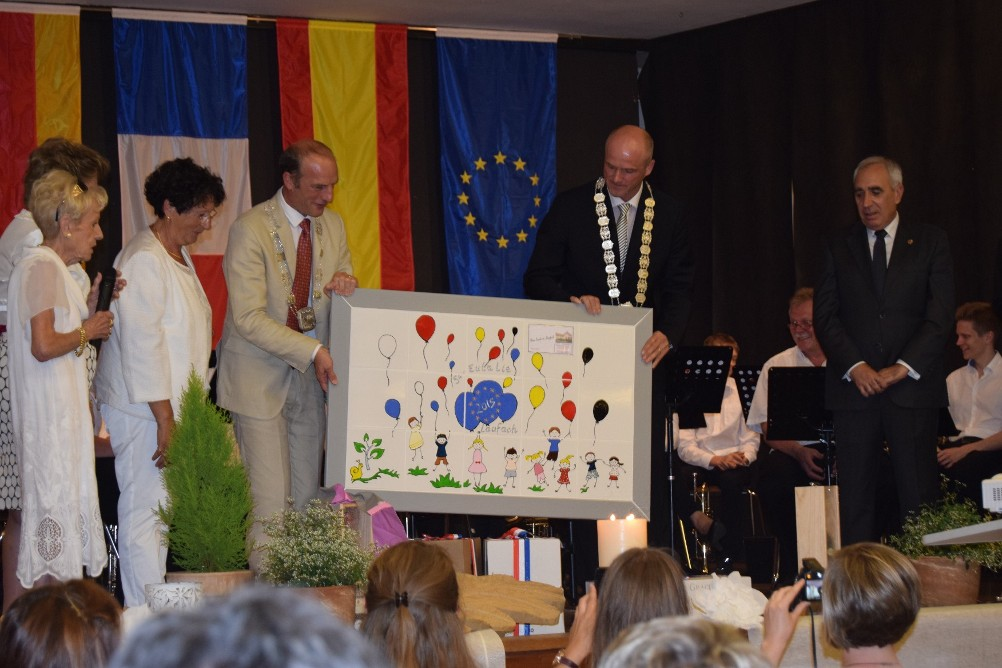
Remise de cadeaux entre Laufach (Allemagne) et Sainte-Eulalie (France).
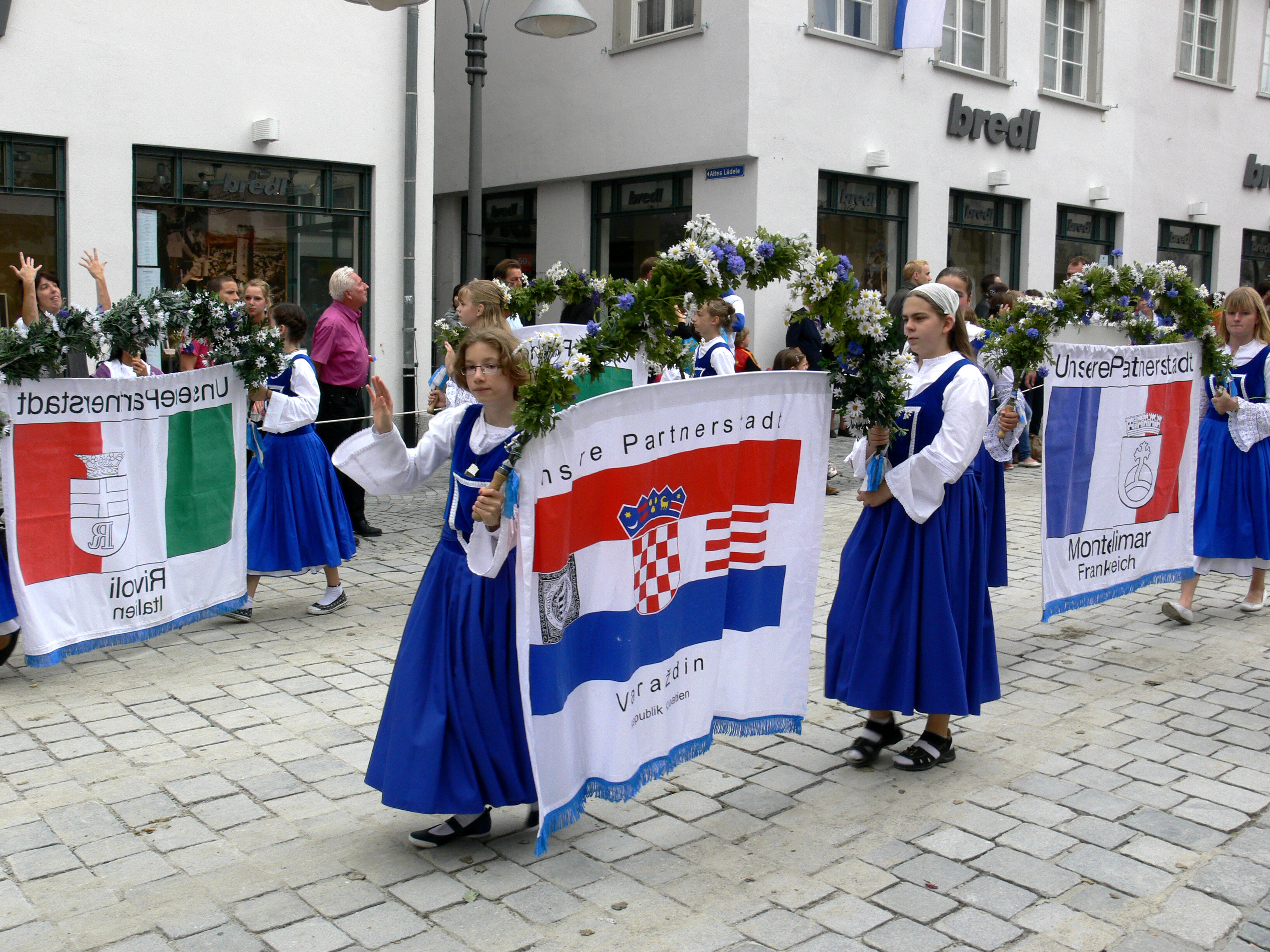
Présentation des villes jumelées durant un festival à Ravensbourg (Allemagne).

- Il existe des pratiques symboliques courantes comme la mise en place d'un panneau indiquant les jumelages, souvent à l'entrée de la ville[12], et l'élévation d'autres monuments en hommage à cette amitié. Certaines voies peuvent être nommées dans le cadre d'un jumelage.

Panneaux indiquants les villes jumelées
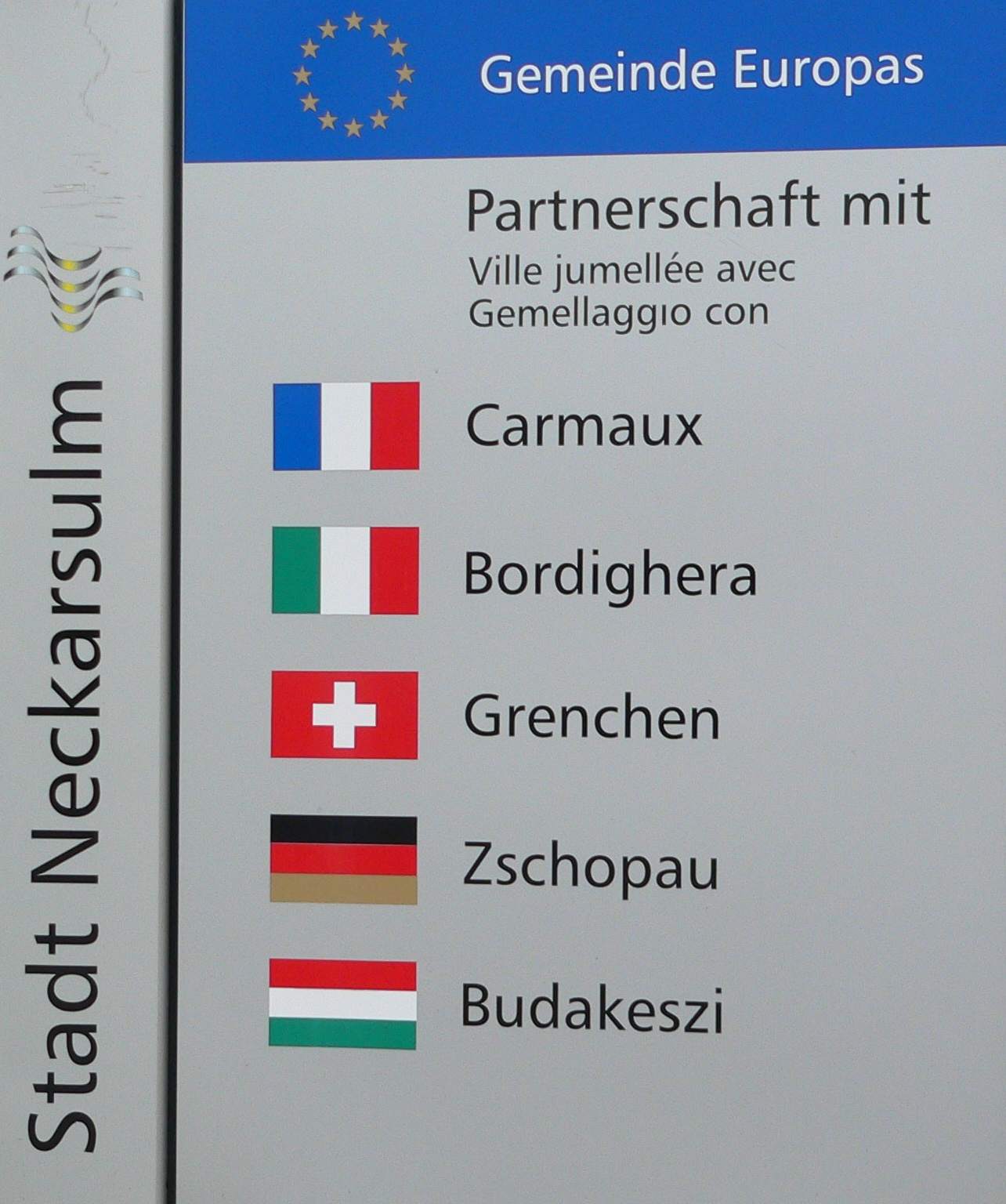
À Neckarsulm (Allemagne).
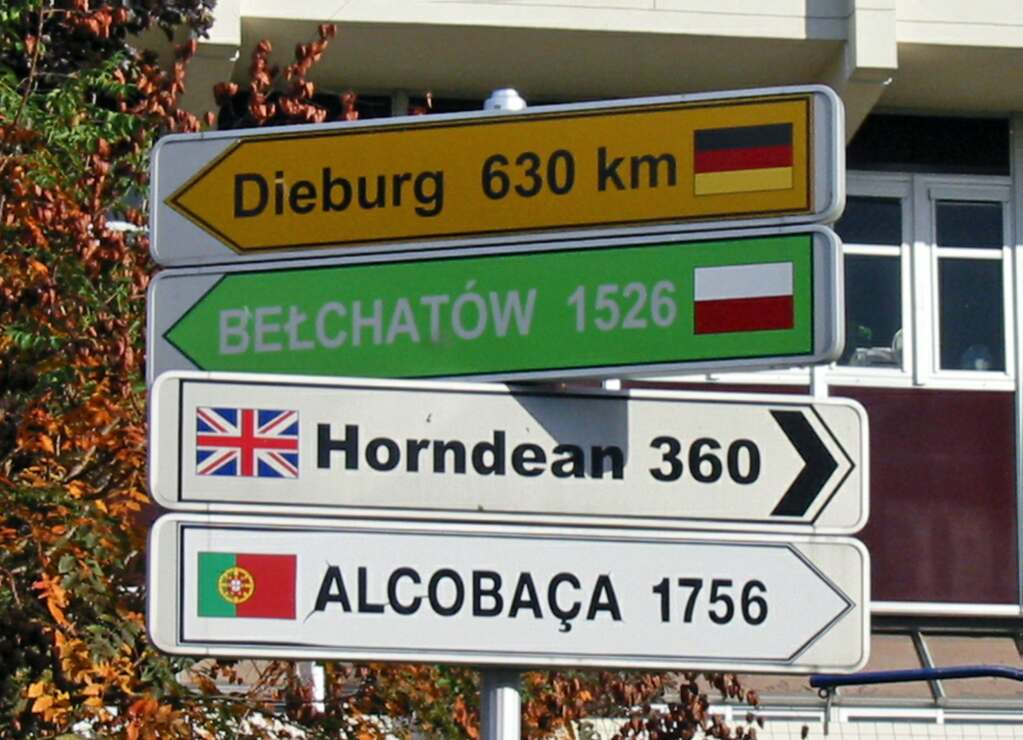
À Aubergenville (France).
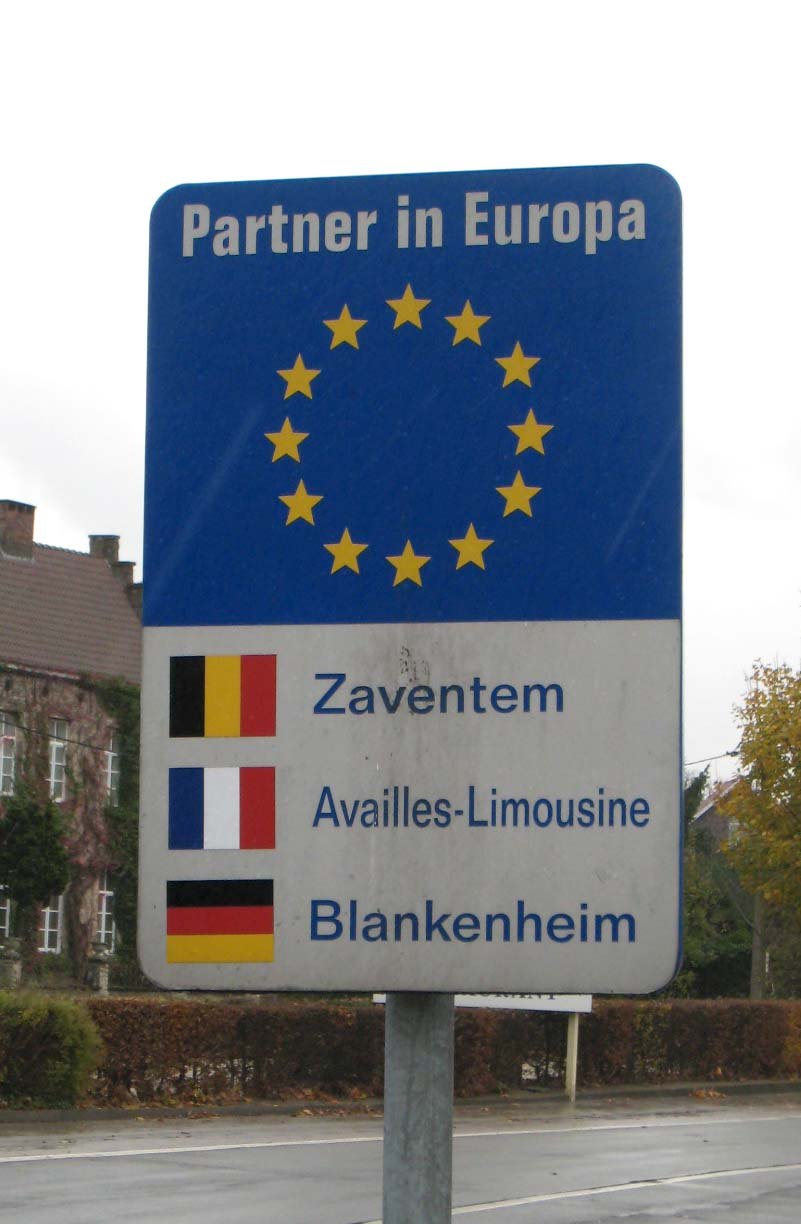
À Zaventem (Belgique).
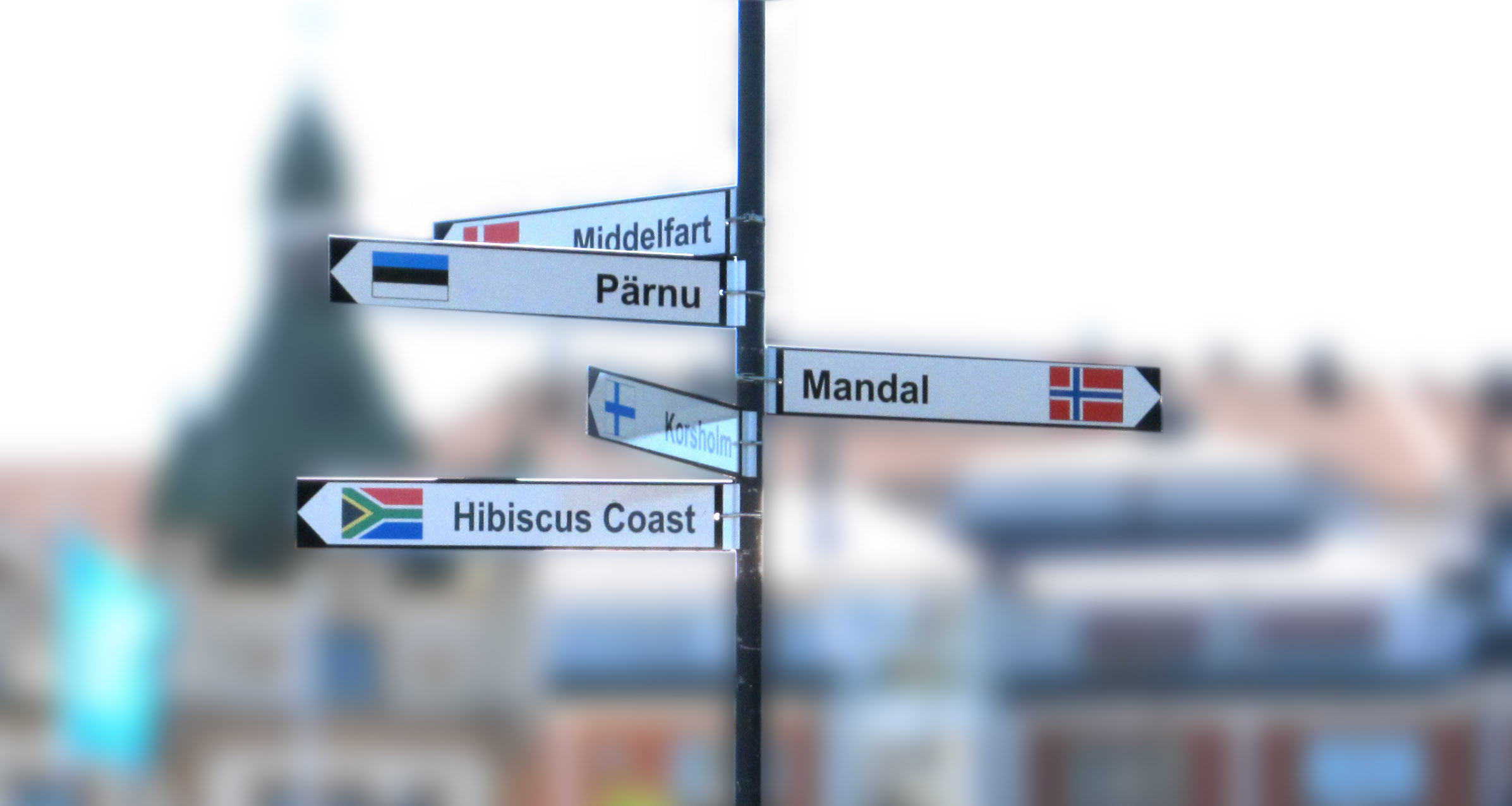
À Oskarshamn (Suède).
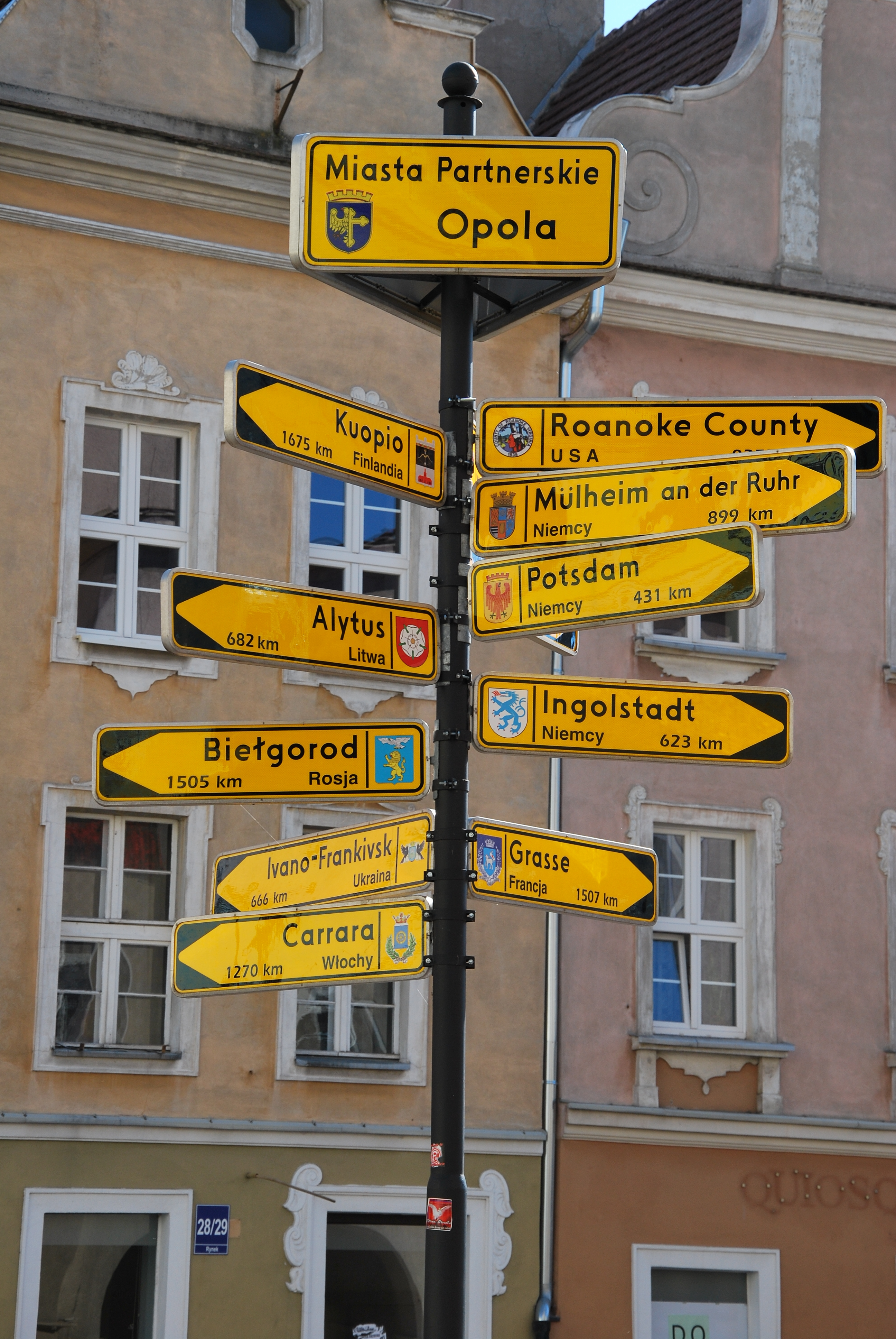
À Opole (Pologne).
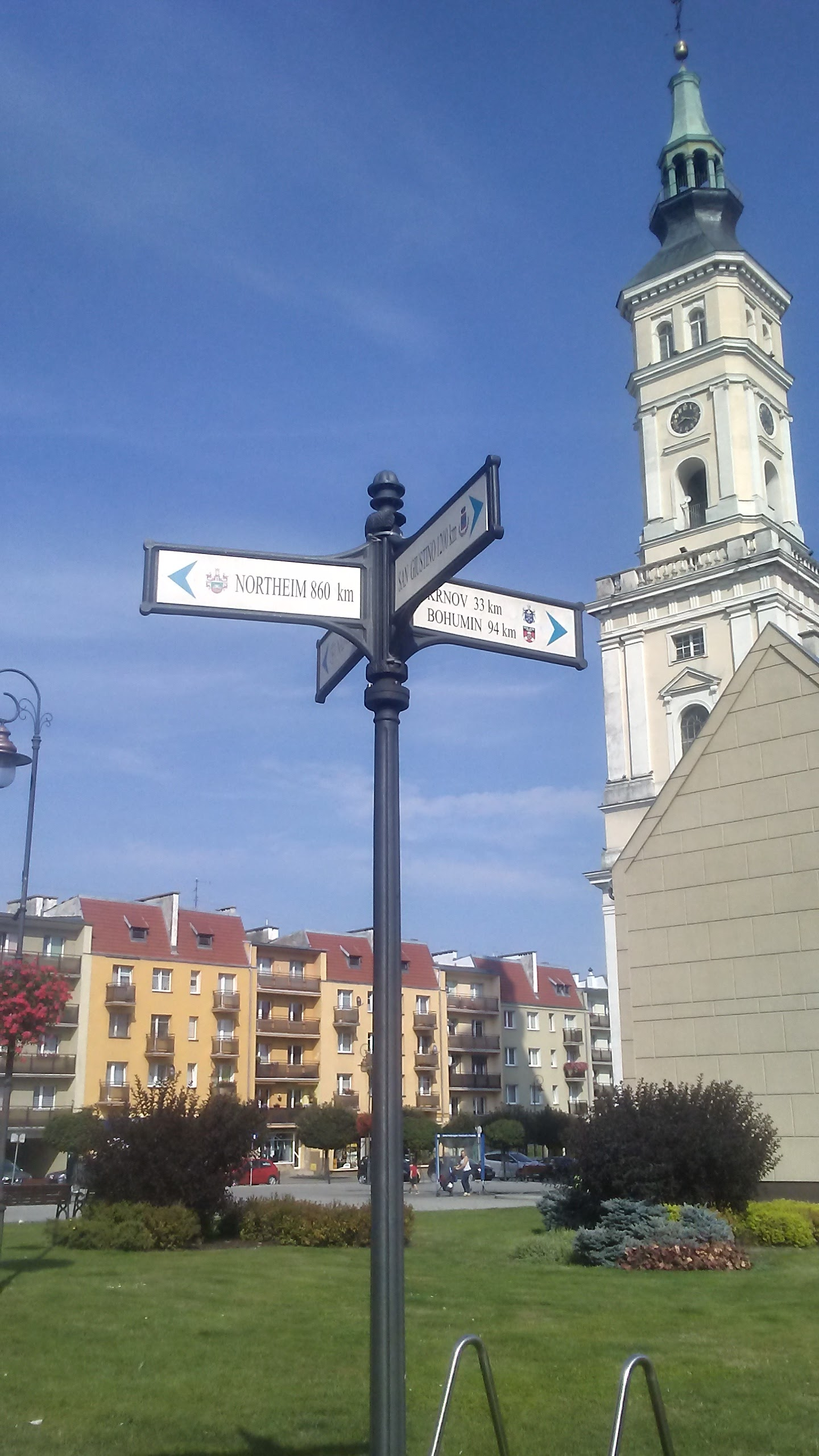
À Prudnik (Pologne).

Mémoriaux et objets célébrants des jumelages
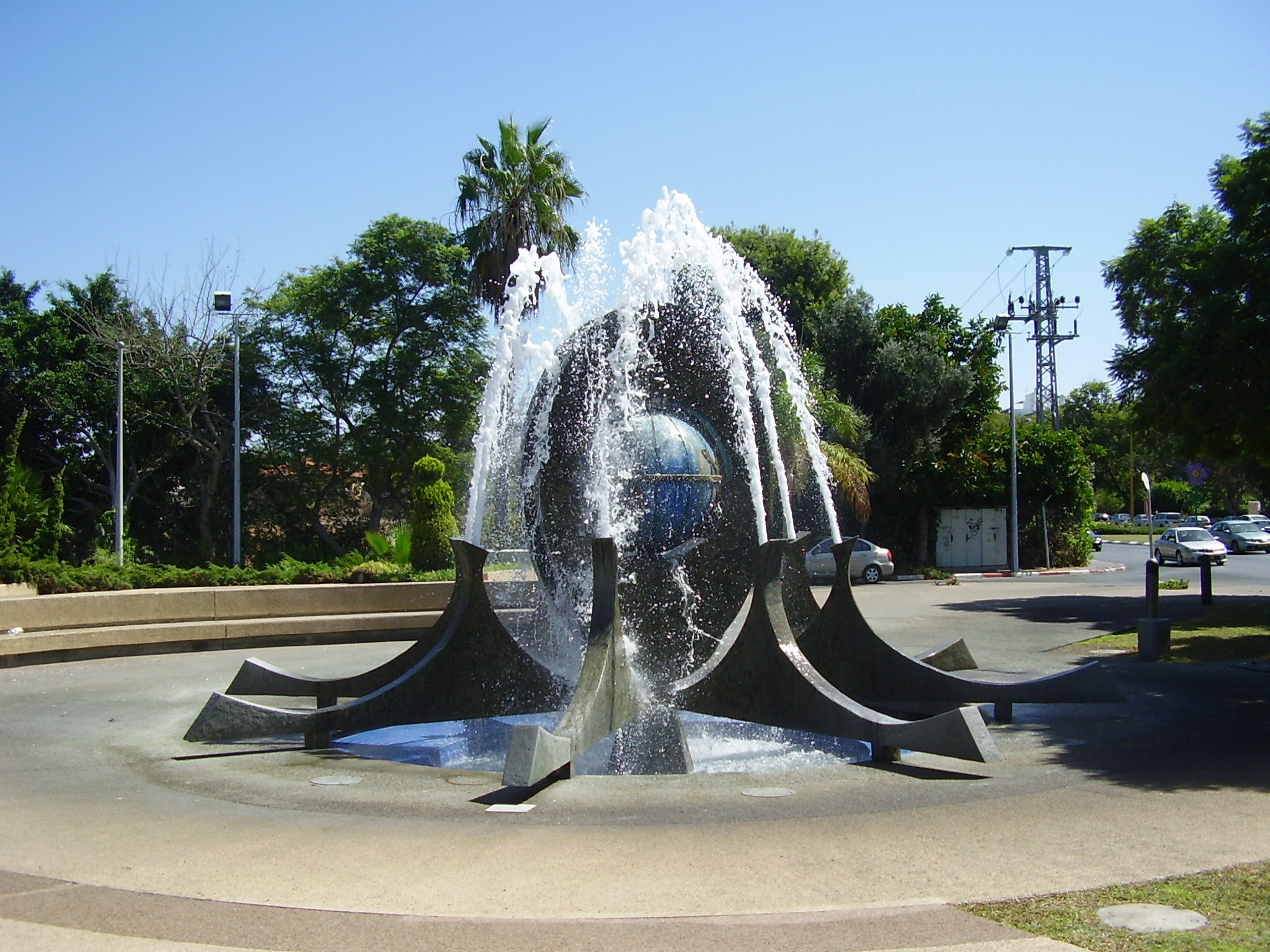
Le jardin des villes jumelées avec Holon (Israël).
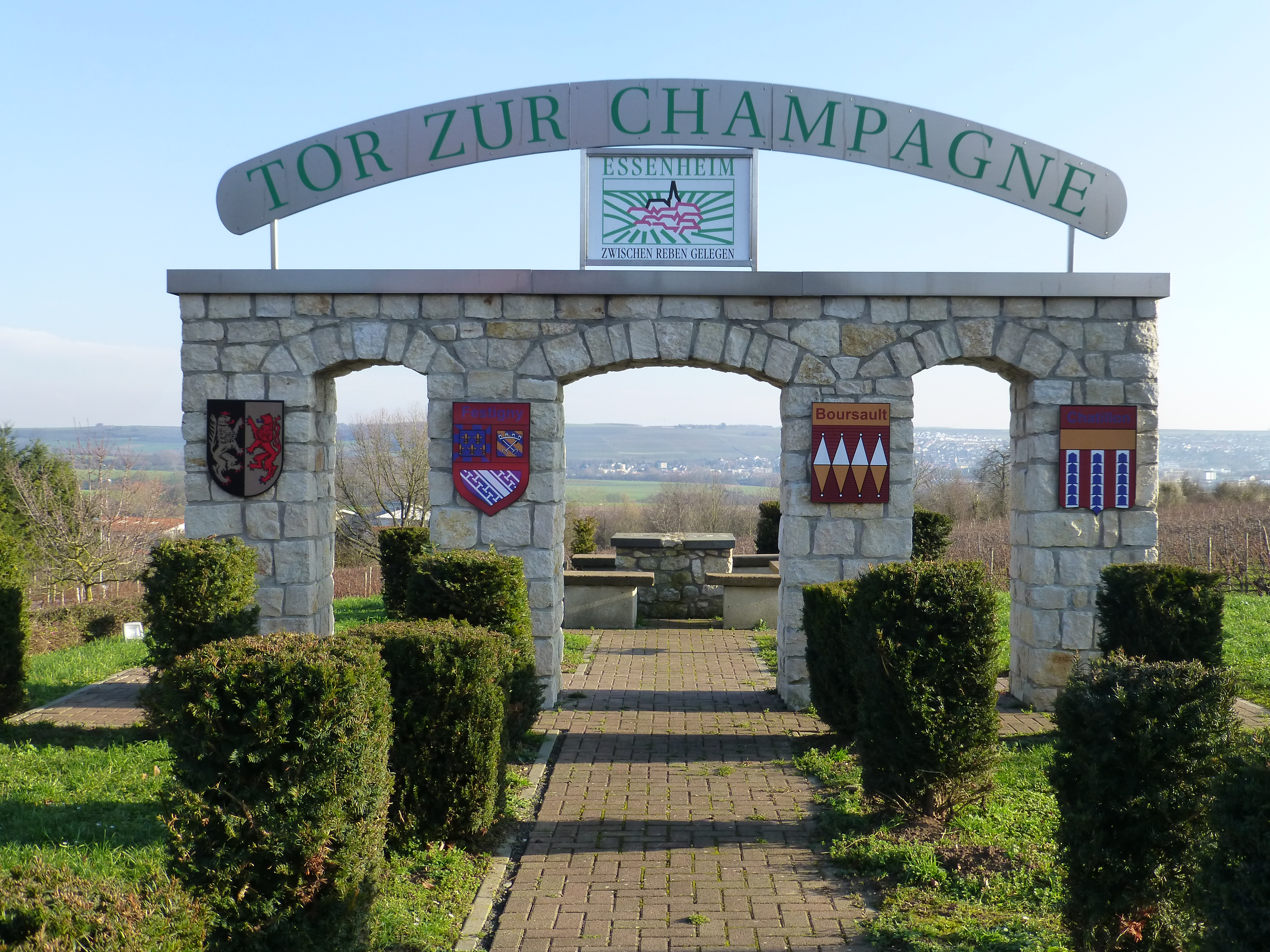
La « Porte de Champagne » indiquant les villes jumelées avec Essenheim (Allemagne).
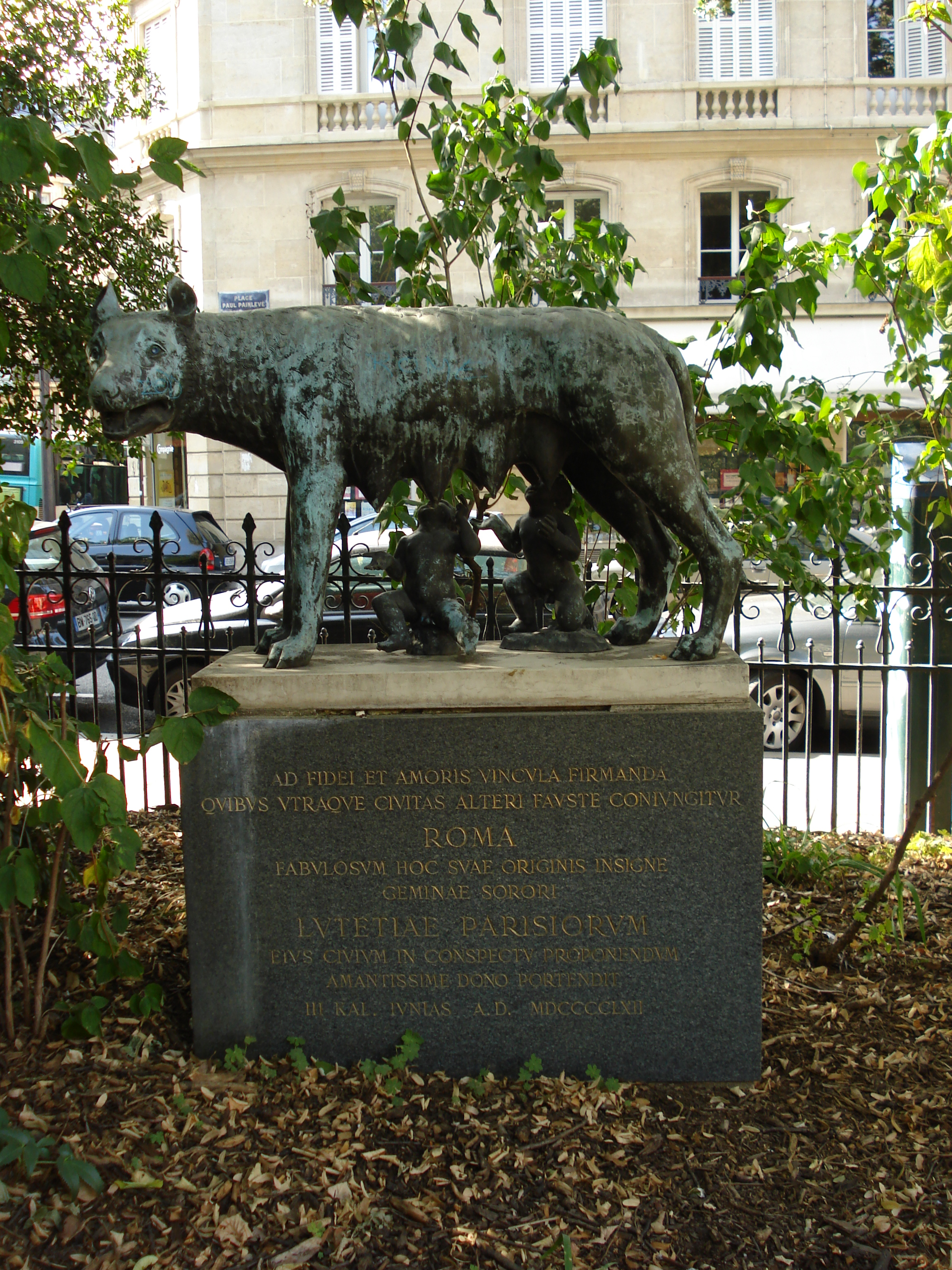
Reproduction de la Louve Capitoline dans le square Samuel-Paty à Paris célébrant le jumelage avec Rome.
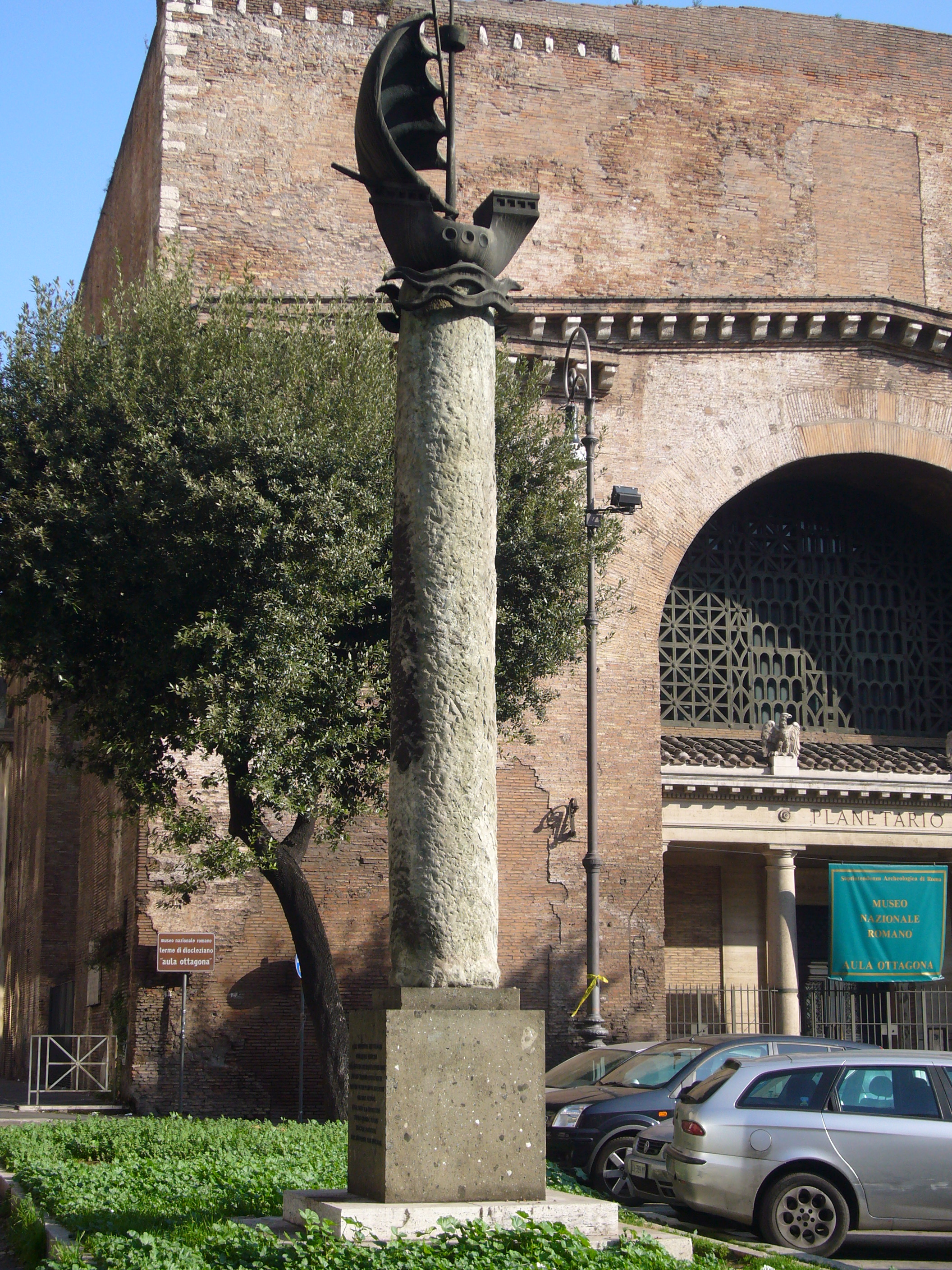
Colonne à Rome célébrant le jumelage avec Paris.
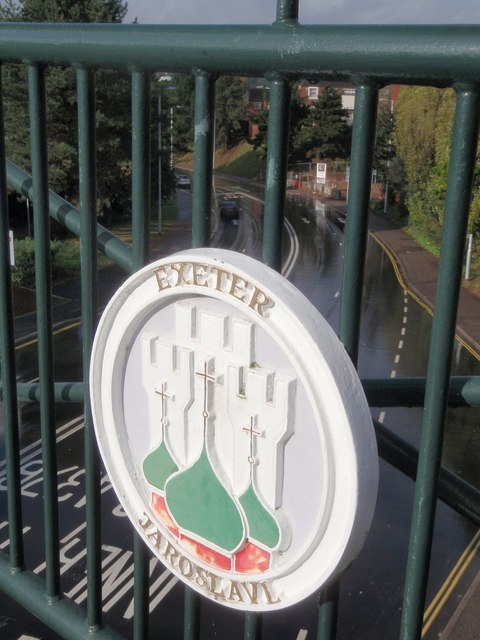
Plaque de jumelage sur la passerelle Iaroslavl à Exeter.
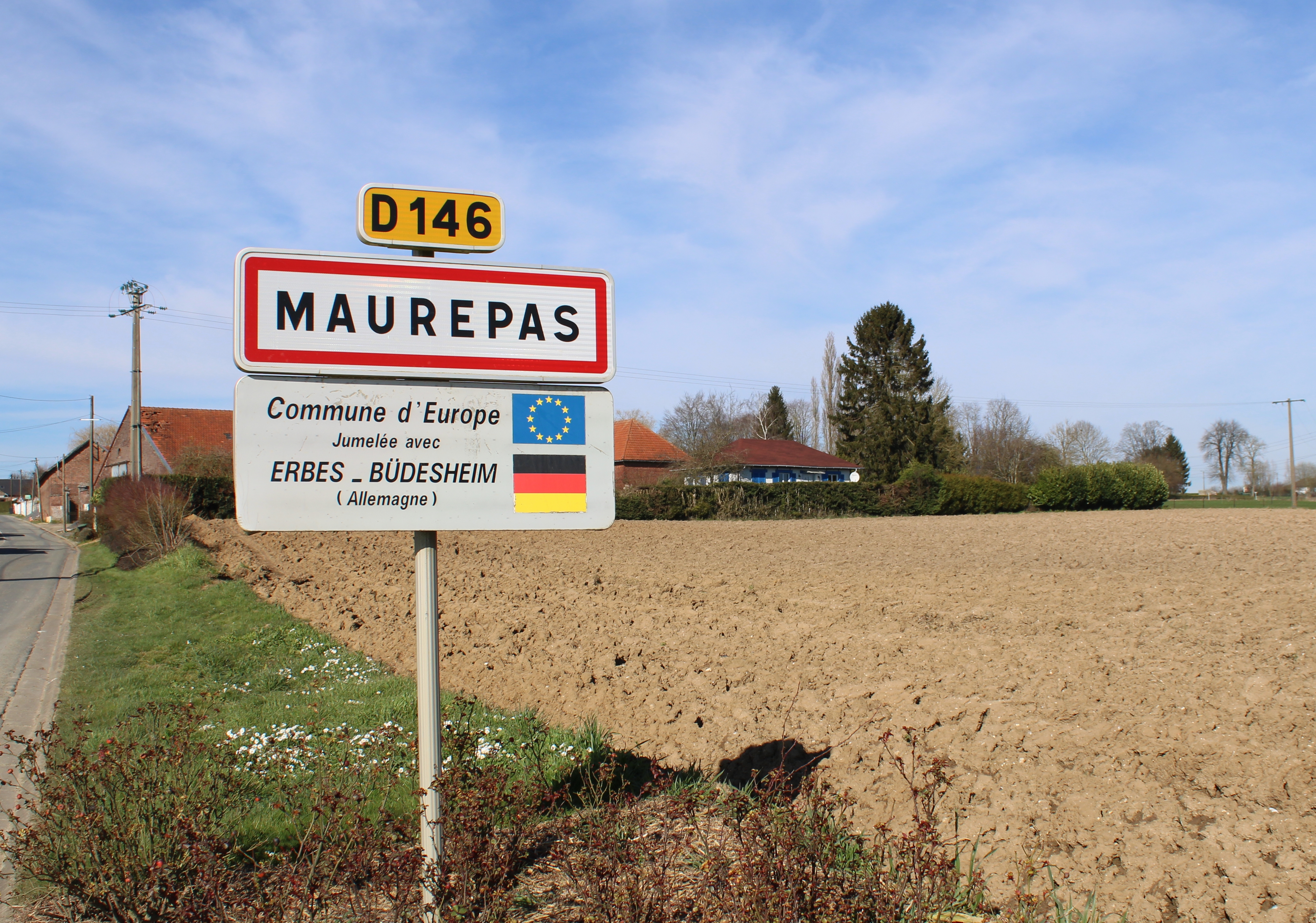
Panneau d'entrée de la commune de Maurepas (Somme) mentionnant le jumelage avec la commune allemande de Erbes-Bûdesheim.

- Des comités peuvent avoir une « maison de jumelage », souvent un bâtiment communal réservé aux échanges :

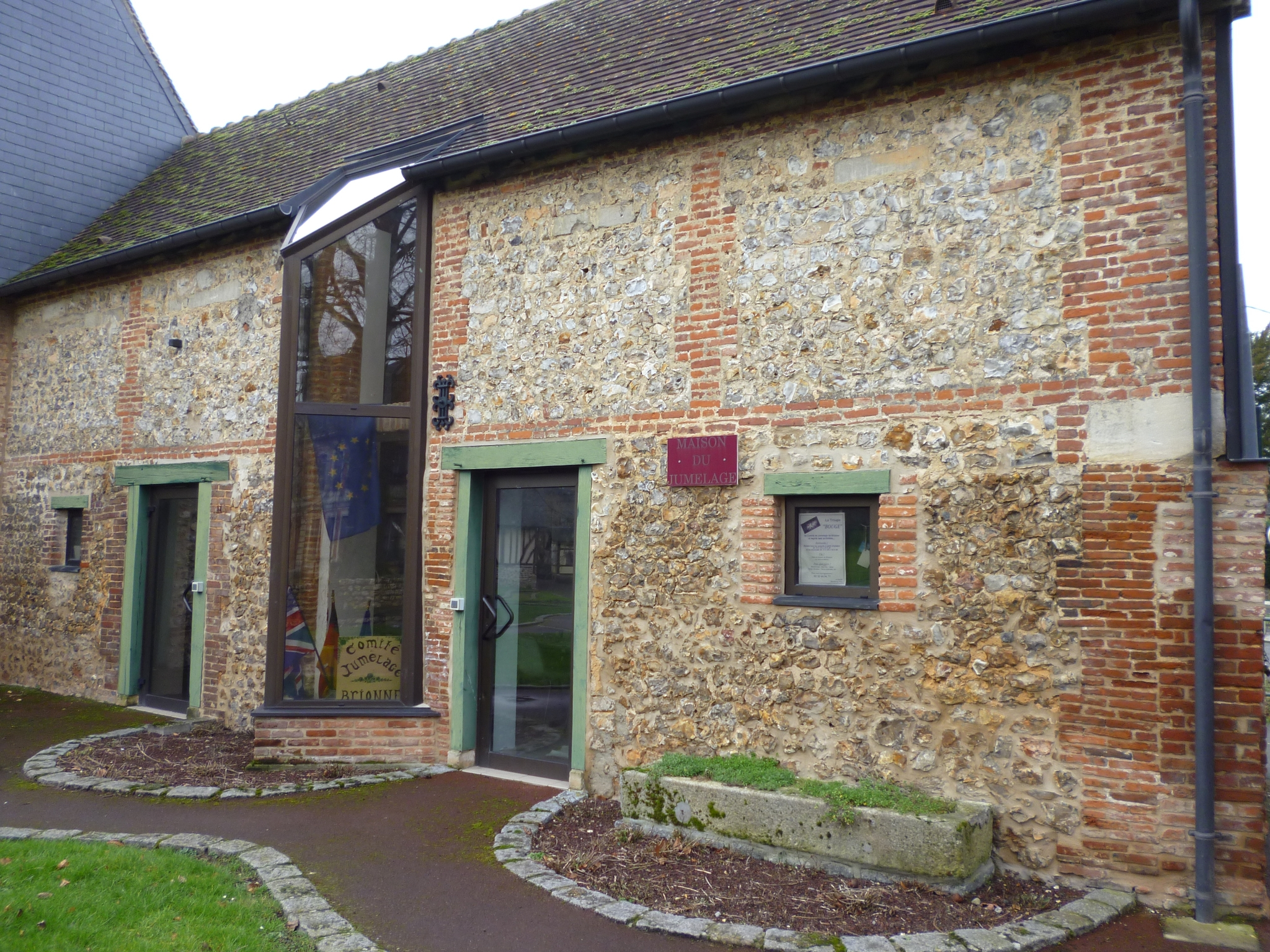
Maison de Jumelage à Brionne (France).
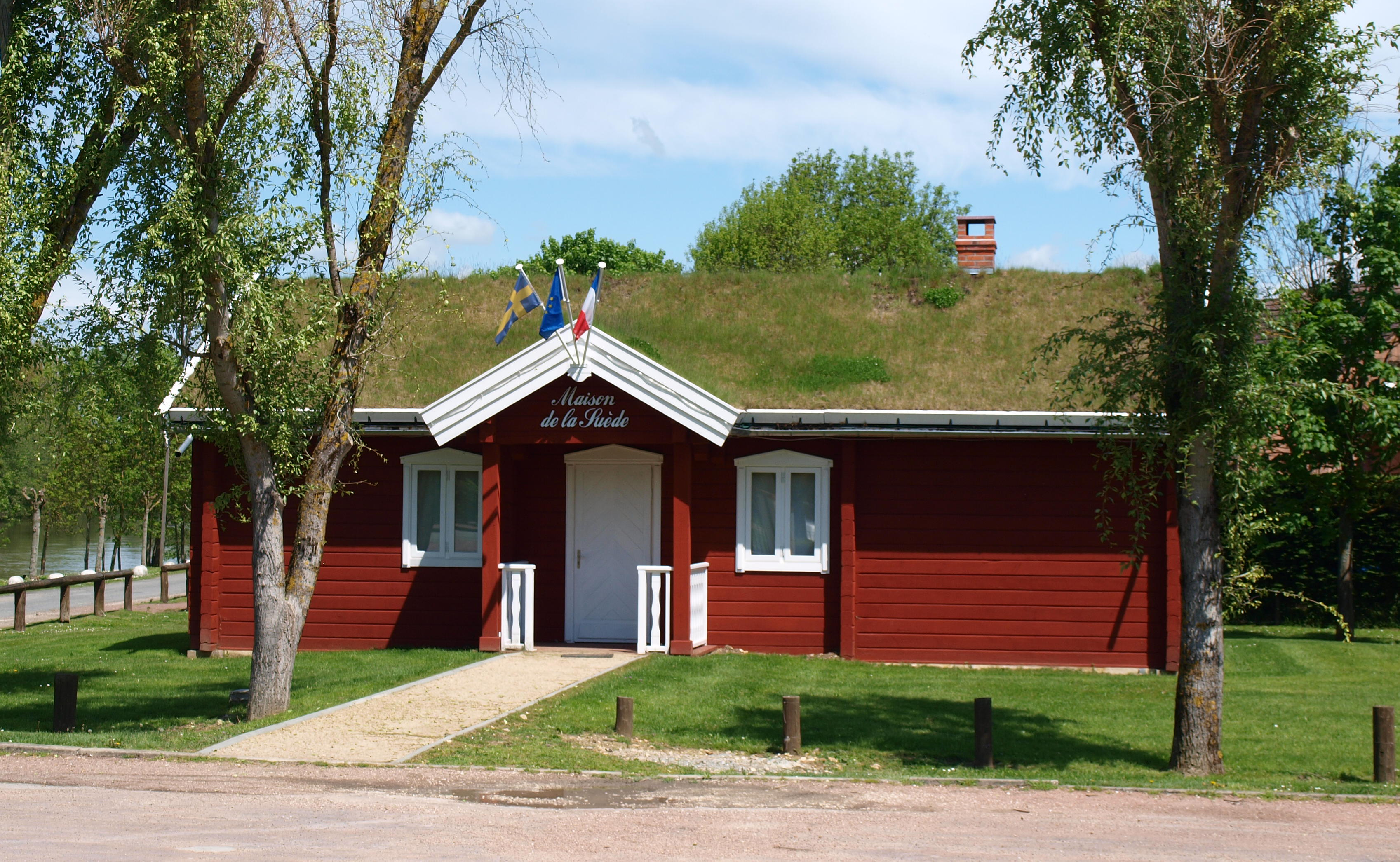
« Maison de la Suède » à Cepoy (France).

## Jumelage entre établissements scolaires
Parmi les échanges culturels, en parallèle des diverses associations communales, les établissements des communes jumelées sont parties prenantes et aident à promouvoir ainsi l'apprentissage de langues étrangères mais aussi à renforcer les liens. Certains établissements entreprennent des échanges réguliers avec d'autres établissements, ce qui peut aboutir au fil du temps à un jumelage de fait ou se solder par des liens contractuels. La plupart de ces partenariats œuvrent pour un projet commun qui sollicite l'échange de bons procédés.
Dans un contexte parallèle et à l'échelle européenne, le programme Erasmus, créé en 1987, a aussi permis de favoriser des liens entre étudiants notamment d'établissements jumelés. En 2005, la Commission européenne lance le programme eTwinning qui s'inscrit dans Erasmus+ favorisant une collaboration entre les écoles européennes.

## Jumelage entre rues
Des parrainages entre des voies notables ont été organisés par des comités de rue dans un but d'échange socio-culturel.
En 1964, sous l'égide du Comité du Faubourg Saint-Honoré, la rue du Faubourg-Saint-Honoré à Paris est jumelée avec la Cinquième avenue de New York. La rue du Faubourg-Saint-Honoré est aussi jumelée avec la Via Condotti à Rome. 
Depuis le 16 juin 1967, l'avenue Montaigne est jumelée avec la Madison Avenue à New York, avec les quartiers Ginza de Tokyo depuis 1989 et Sakae Machi de Nagoya depuis 1998. Le 18 septembre 2008 intervient le jumelage avec le quartier de l'avenue Louise à Bruxelles. Enfin, l'avenue entreprend le jumelage avec Königsallee en 2014, tous ces lieux regroupant le pôle Luxe de leurs villes respectives.
En novembre 2015, la rue Arbat à Moscou lance un projet socio-culturel baptisé « Арбатские побратимы » (« Arbatskie pobratimy ») pour établir des jumelages avec d'autres rues,.

Plaques célébrants des jumelages de rues
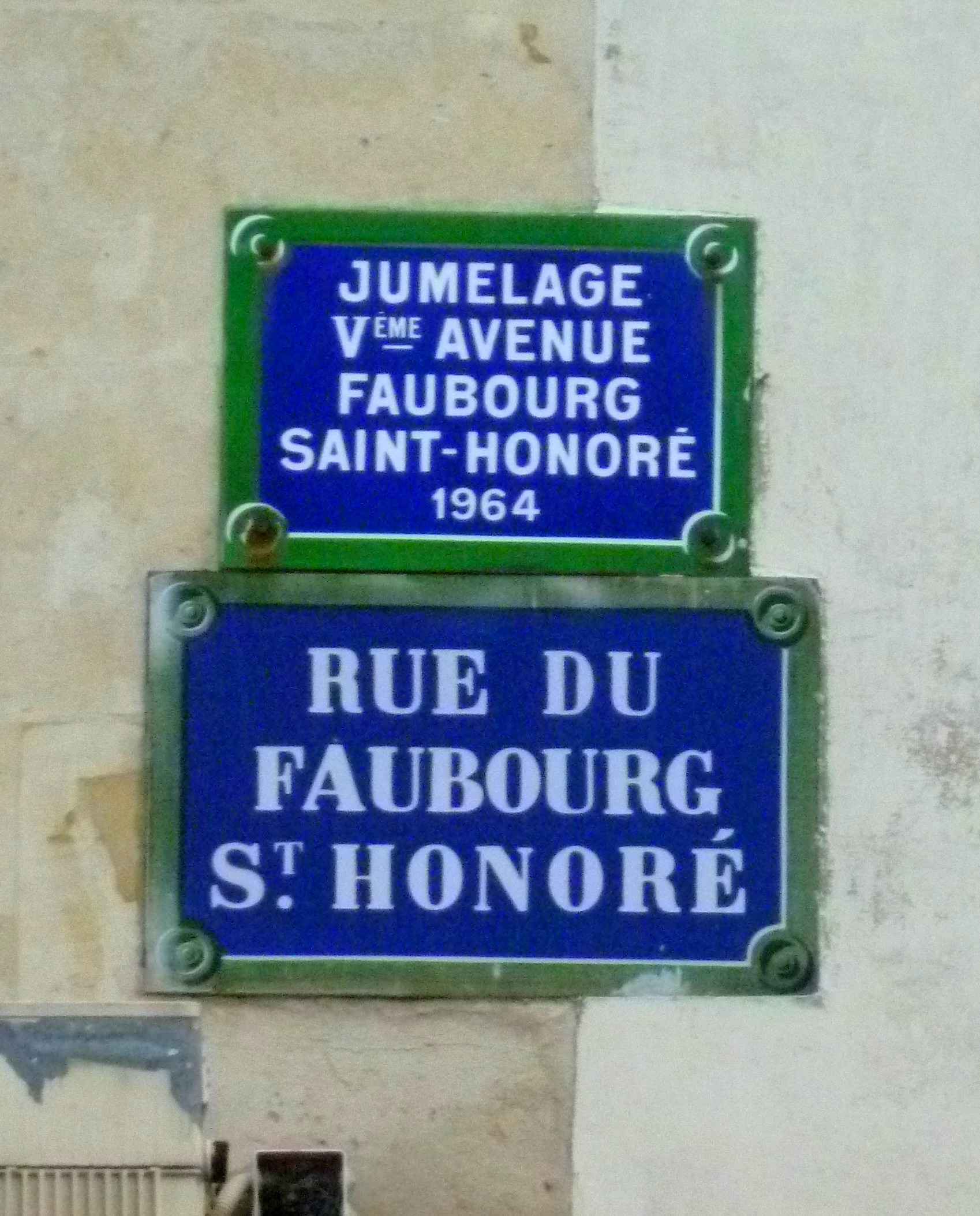
Plaque du jumelage de la rue du Faubourg-Saint-Honoré à Paris avec la Cinquième avenue à New York.
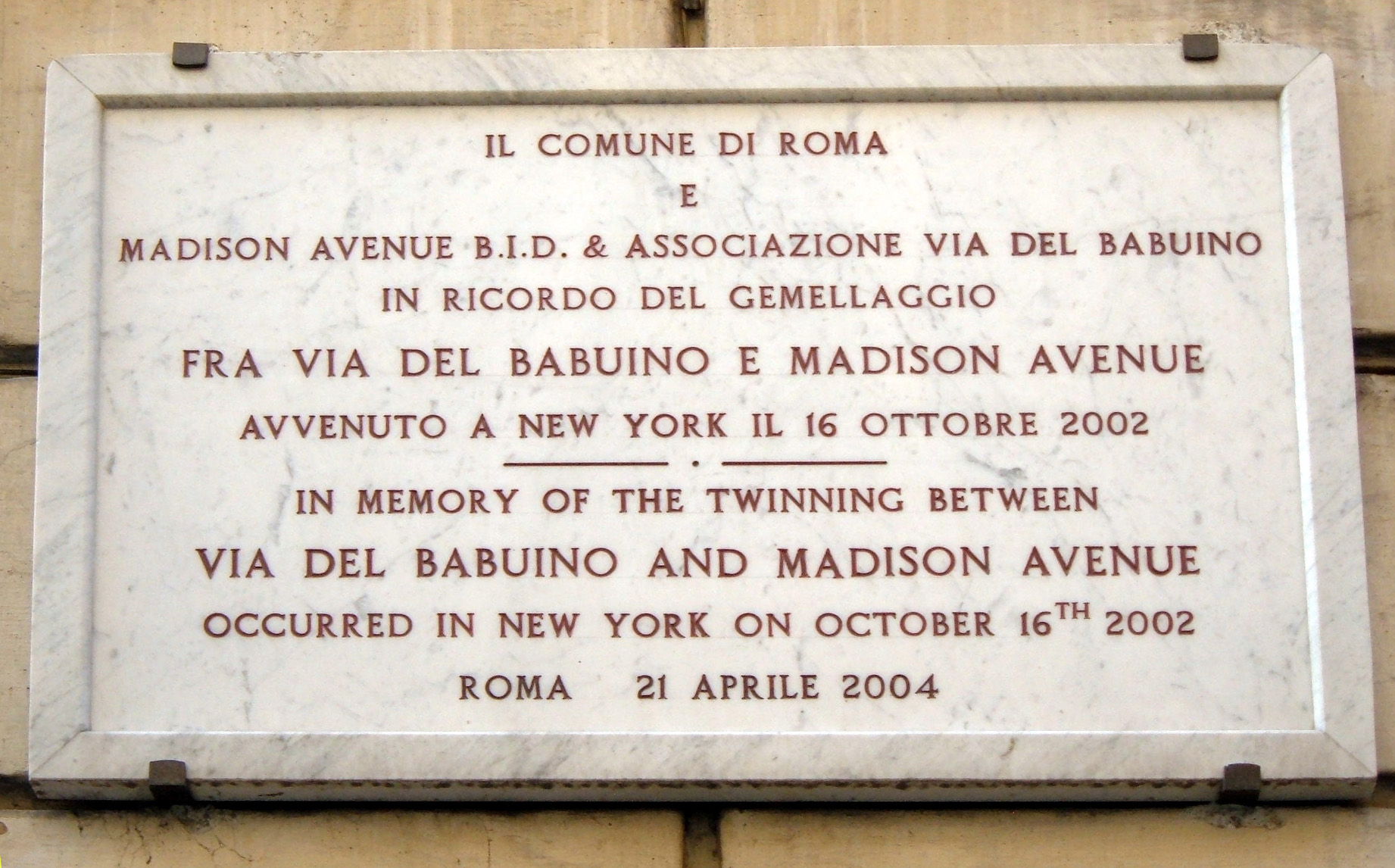
Plaque du jumelage de la Via del Babuino à Rome avec Madison Avenue à New York.

## Jumelage entre gares ferroviaires
Certains jumelages entre des gares ferroviaires ont été établis afin de pratiquer des partenariats au niveau des infrastructures, une évolution conjointe de services, un échange d'expérience, une valorisation de gares et du transport ferroviaire mais aussi dans le but d'établir une liaison directe entre les deux partis concernés.
En 2008, notamment grâce à la présidence de la France du Conseil de l'Union européenne, la SNCF et sa branche Gares & Connexions entreprennent un programme de coopération internationale entre des gares ferroviaires françaises et des gares étrangères qu'elle baptise « Gares jumelles ». En plus du jumelage des gares de Paris-Est et de Francfort en décembre 2008, l'ambition est de jumeler 26 gares françaises et la ligne D du RER d'Île-de-France avec une ligne du réseau Cercanías Madrid.
Le 20 avril 2015, un jumelage est conclu entre Paris-Gare-de-Lyon et la gare de Barcelone-Sants. Selon la SNCF, cet accord permettrait une refléxion conjointe à « des problématiques communes, rechercher des solutions, faire connaître le savoir-faire de chaque pays, bénéficier de l’expérience de chacun et développer les compétences culturelles des agents ». En avril 2015, Paris-Gare-de-Lyon conclut aussi un accord de jumelage avec la gare de Séoul. Une cérémonie en l'honneur de cet accord, avec inauguration de plaques, est organisé le 7 mars 2017 dans la gare de Séoul en présence du chef de la gare de Séoul, Han Byung-keun, de la chef de Paris-Gare-de-Lyon, Valérie Bonnard, et de responsables de Korail, de la SNCF et de l’ambassade de France en Corée du Sud. Cette coopération permet aussi d'entretenir des programmes d’échanges de personnels,. Le jumelage de Paris-Gare-de-Lyon avec la gare de Téhéran (en), le 16 avril 2016, s'inscrit dans un contrat pour le réamménagement des gares iraniennes par AREP, filiale de SNCF Gares & Connexions.
En 2019, la gare de Bordeaux-Saint-Jean est jumelée à la gare de Saint-Pancras, indifféremment du contexte du Brexit. Une cérémonie a lieu le 18 octobre 2019 - avec l'inauguration d'une plaque - à laquelle assistent la mairie de Bordeaux, des représentants des États français et britannique, la Région Nouvelle-Aquitaine, SNCF Gares & Connexions, Lisea et HS1 ainsi que des parlementaires de la Gironde. Ce jumelage a pour but de développer un rapprochement entre Bordeaux et Londres (des villes déjà unies par des liens historiques, politiques et économiques) avec un trajet ferroviaire direct entre les deux villes en 5 heures avec 2 à 3 liaisons par semaine à l'horizon 2022,.
En 2005, les Chemins de fer russes et la Deutsche Bahn ainsi que les autorités de Moscou et de Berlin permettent l'établissement d'un jumelage entre la gare de Biélorussie et la gare centrale de Berlin,. Les Chemins de fer russes signent aussi un accord avec SNCF Gares & Connexions pour un programme de jumelages entre des gares russes et françaises en 2010, renouvelé par la suite.

Éléments célébrants des jumelages de gares ferroviaires
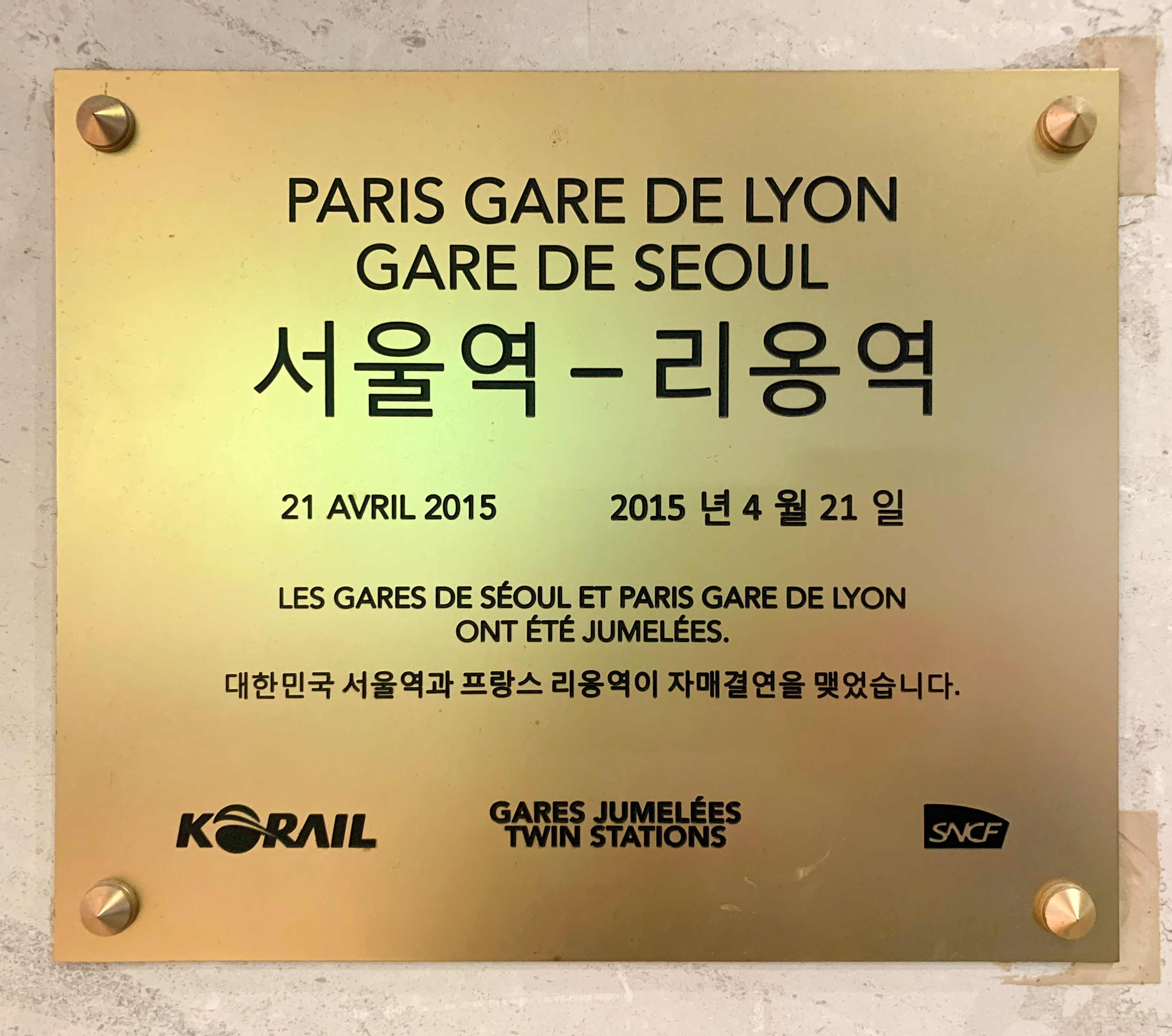
Plaque du jumelage avec la gare de Séoul dans le hall 2 de Paris-Gare-de-Lyon.
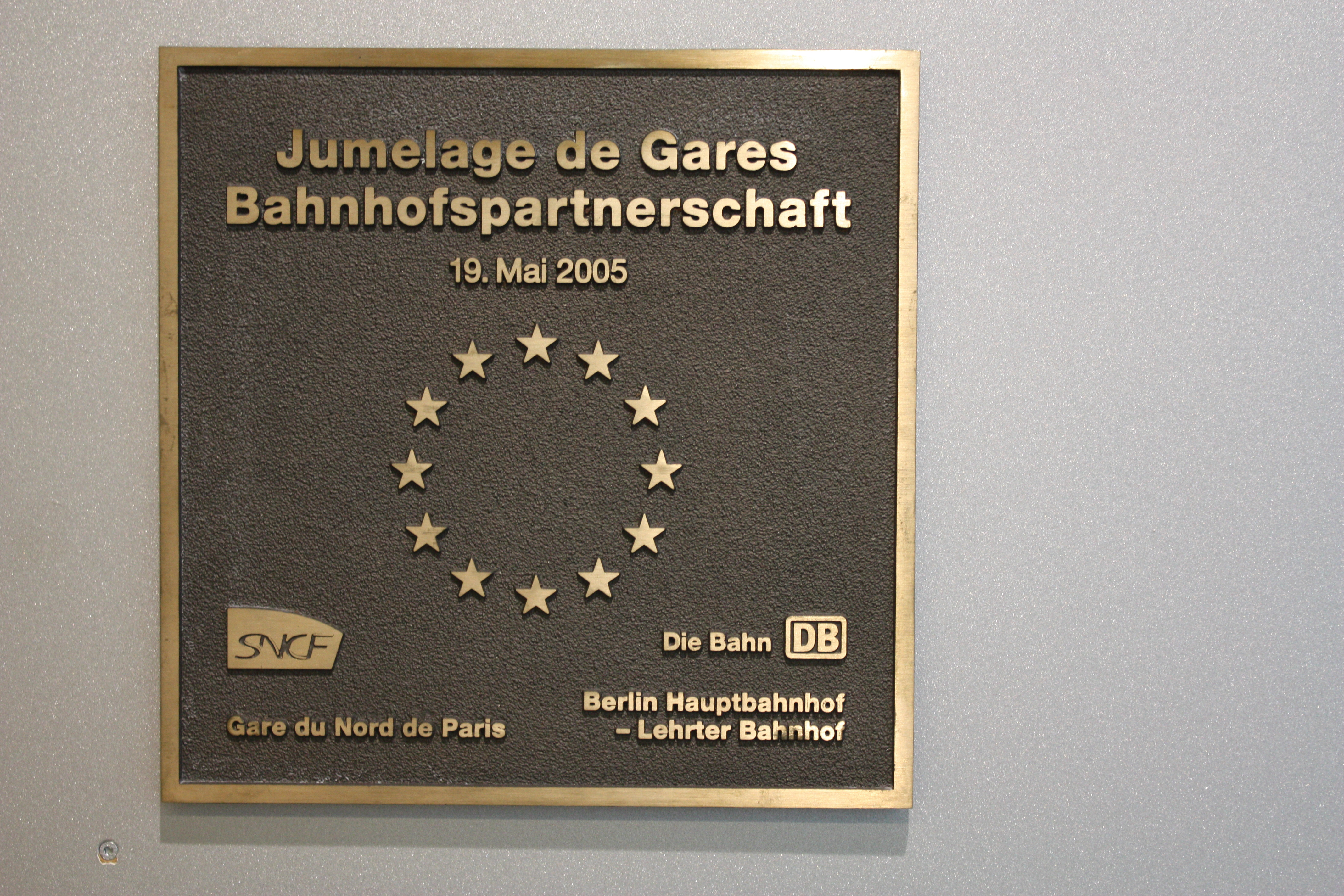
Plaque du jumelage entre la gare de Paris-Nord et la gare centrale de Berlin.
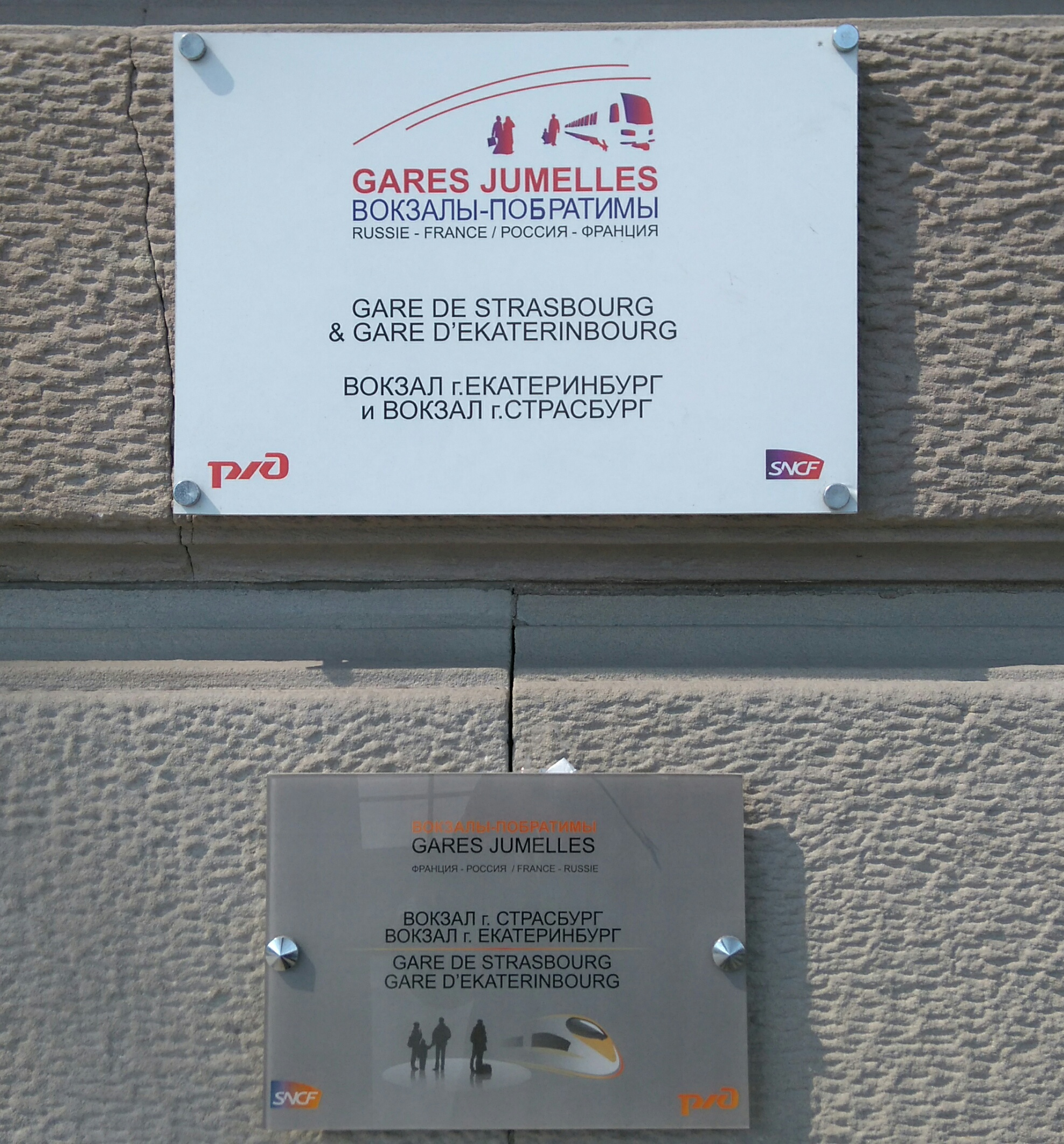
Plaque du jumelage avec la gare d'Iekaterinbourg-Passajirski dans la gare de Strasbourg-Ville.
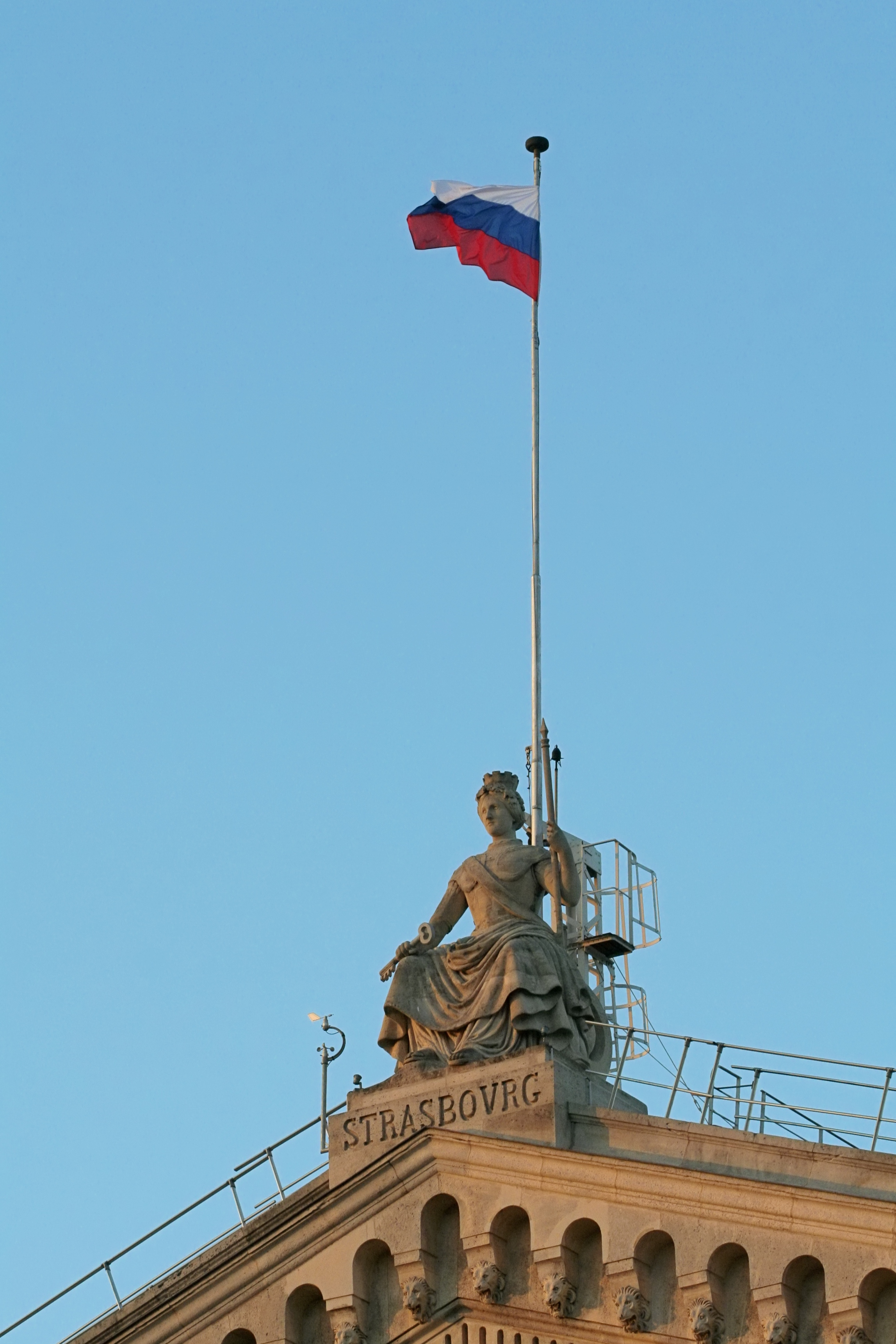
Drapeau de la Russie flottant sur la gare de Paris-Est en l'honneur du jumelage avec la gare de Biélorussie.

## Jumelages entre institutions culturelles
Un accord de jumelage entre le musée océanographique de Monaco et le musée olympique de Lausanne est conclu le 25 avril 2000, en milieu d'après-midi, dans le salon bleu du palais de Monaco. La cérémonie est présidée par le prince Rainier III, avec le prince héréditaire Albert à ses côtés, qui signent le protocole de jumelage avec Juan Antonio Samaranch (président du Comité international olympique et de la Fondation du musée olympique), Jean Chapon (président du conseil d'administration de la Fondation institut océanographie) et François Doumenge (directeur du Musée océanographique).

## Jumelage entre monuments
En mai 2016, le Centre des monuments nationaux signe des conventions de jumelages dits « culturels » à la résidence de l’ambassadeur de France à Moscou, dans le cadre de l'année franco-russe du tourisme culturel. Cet accord fait intervenir une correspondance par similitude entre quatre monuments français et quatre monuments russes, ce qui permet de symboliser les liens entre la France et la Russie. Ces partenariats regroupent des symboles de leur pays respectif :
- la nécropole royale de la basilique de Saint-Denis avec la forteresse Pierre-et-Paul, symboles de deux anciennes monarchies européennes rayonnantes.

- le château de Champs-sur-Marne avec le château de Kouskovo, propriétés d'aristocrates constituant des symboles architecturaux et culturels du XVIIIe siècle.

- le domaine de George Sand avec le musée Tolstoï, maisons d'écrivains célèbres du XIXe siècle.

- la villa Savoye avec la maison Melnikov, œuvres modernes de deux architectes remarquables du début du XXe siècle.

Le jumelage du musée Tolstoï et du domaine de George Sand se concrétise par une exposition de photographies des deux côtés, initié par le musée Tolstoï. Des expositions communes et des échanges sont aussi organisés entre le château de Kouskovo et le château de Champs-sur-Marne comme la démonstration de costumes de l'époque, une exposition de reproductions de gravures en 2017 et la présentation d'un service de table ayant appartenu à Catherine II en 2018. D'autres jumelages de ce type sont envisagés.

Monuments jumelés
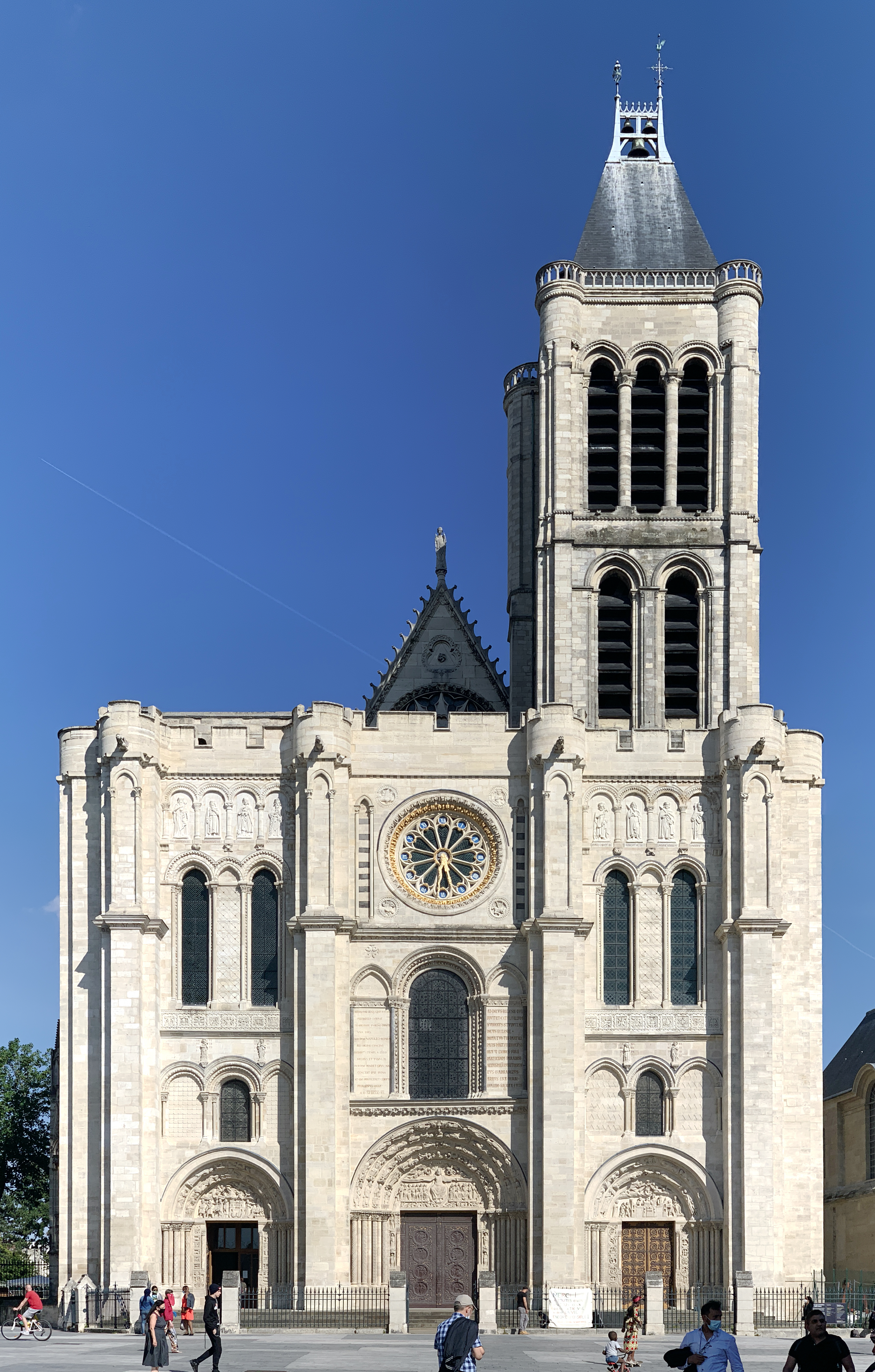
La basilique Saint-Denis qui abrite la nécropole royale de la basilique de Saint-Denis.
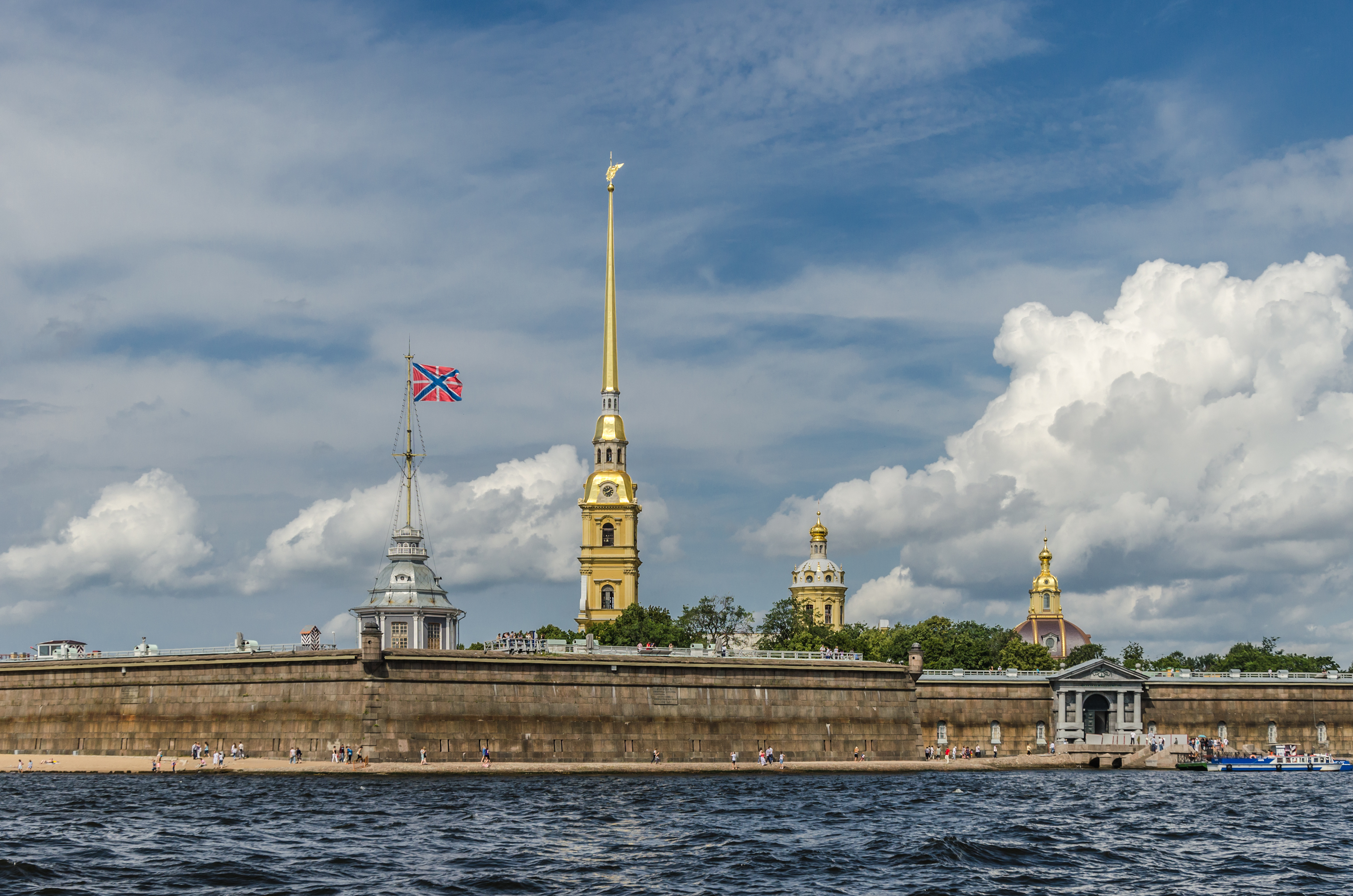
La forteresse Pierre-et-Paul.
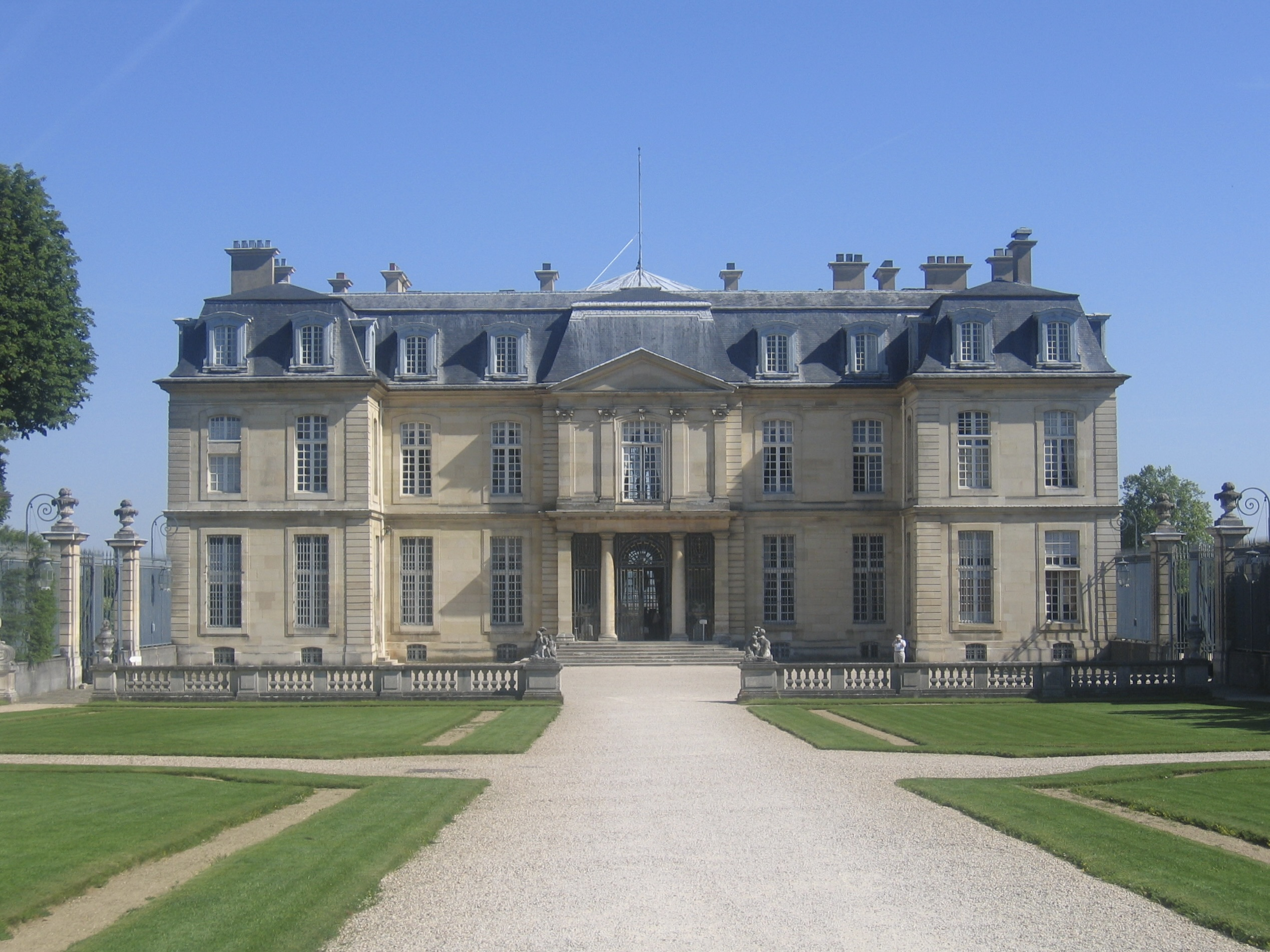
Le château de Champs-sur-Marne.
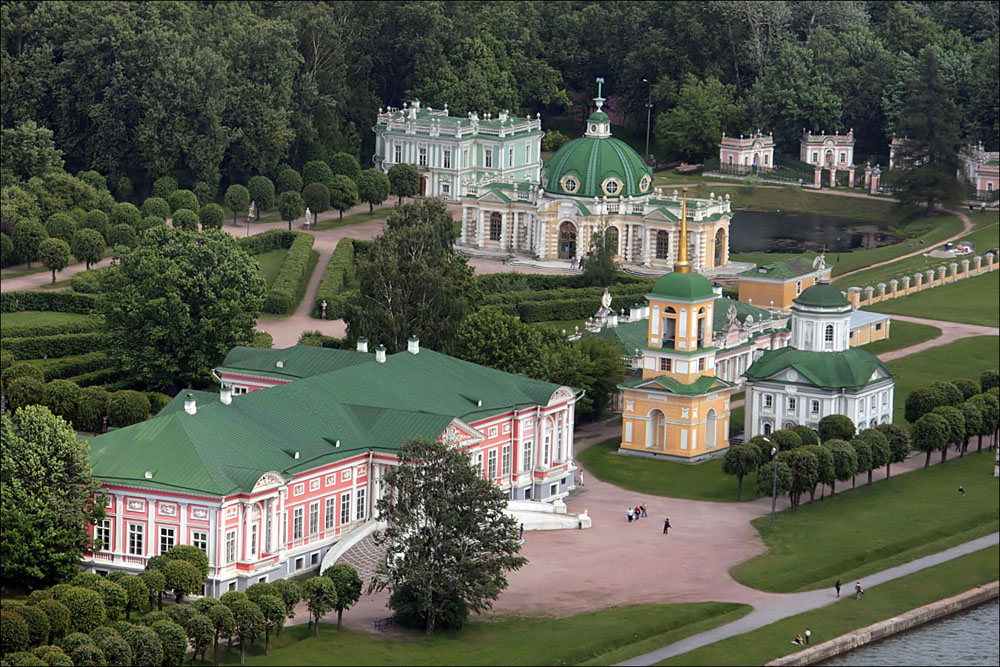
Le château de Kouskovo.
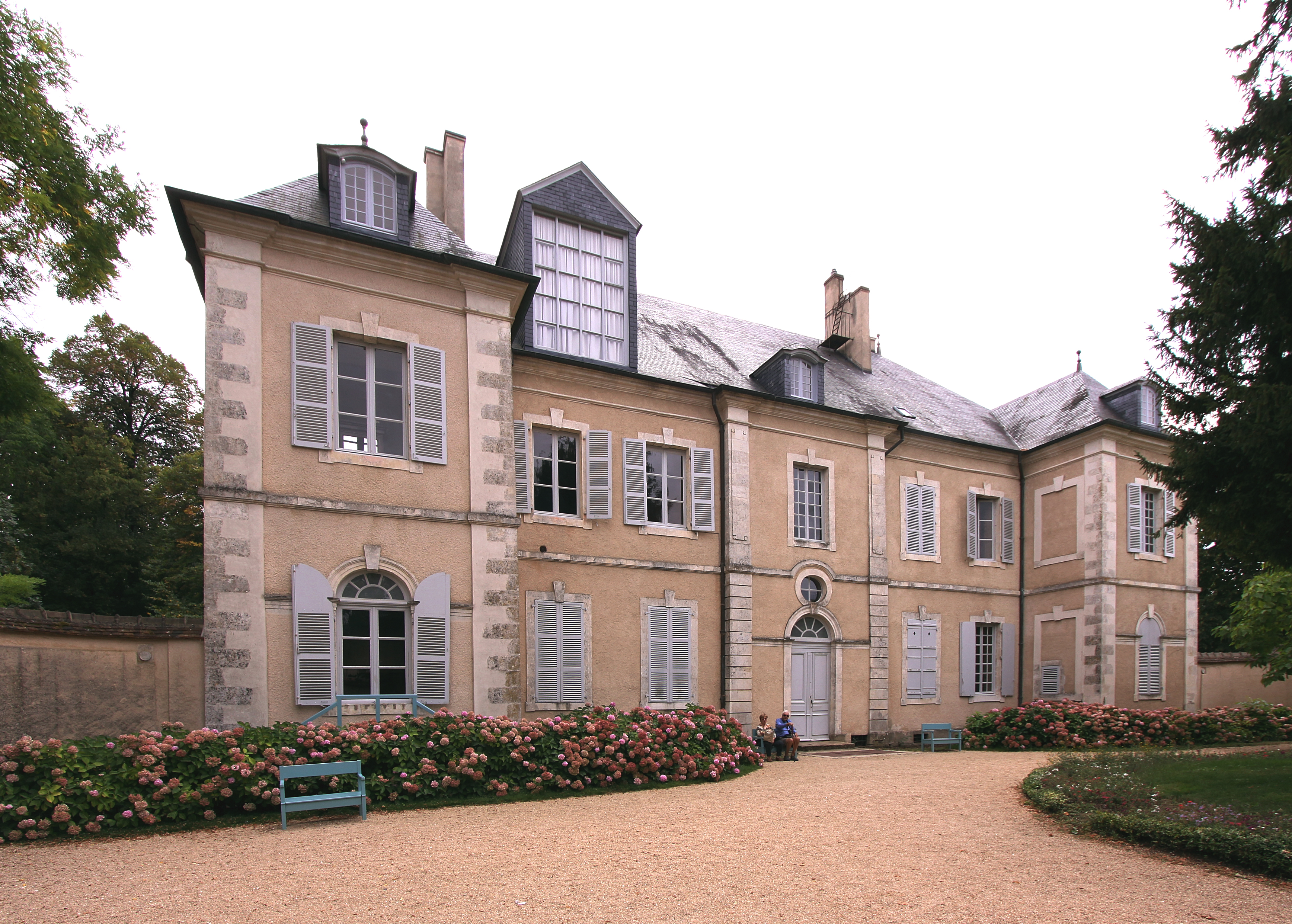
Le domaine de George Sand.
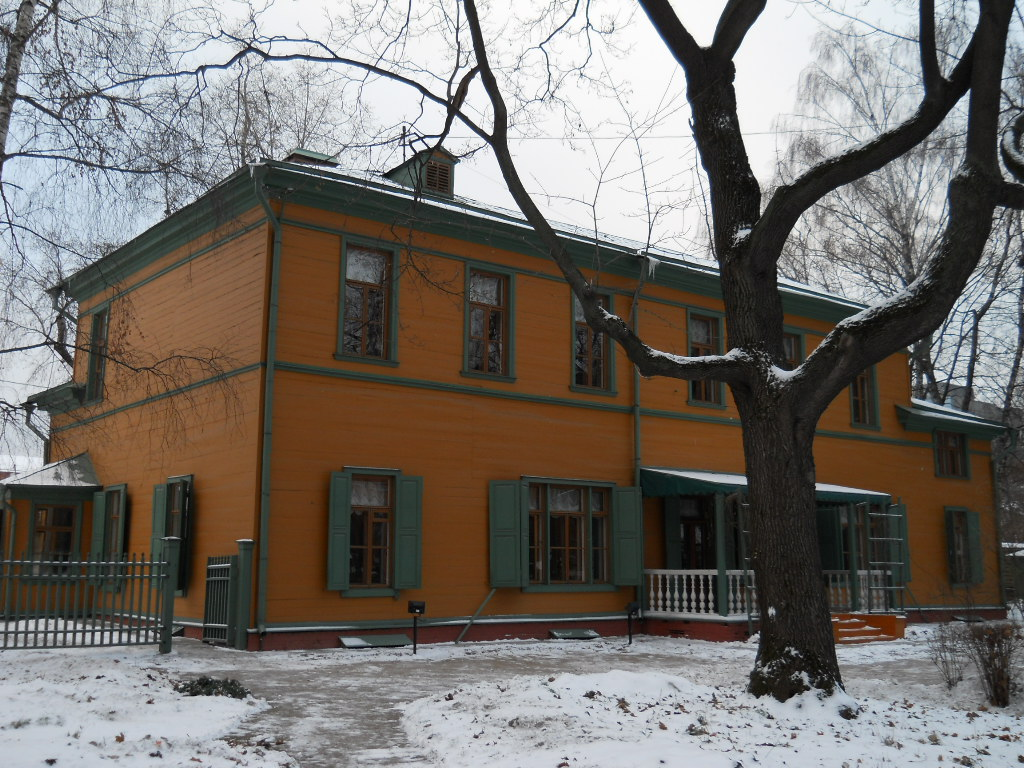
Le musée Tolstoï.
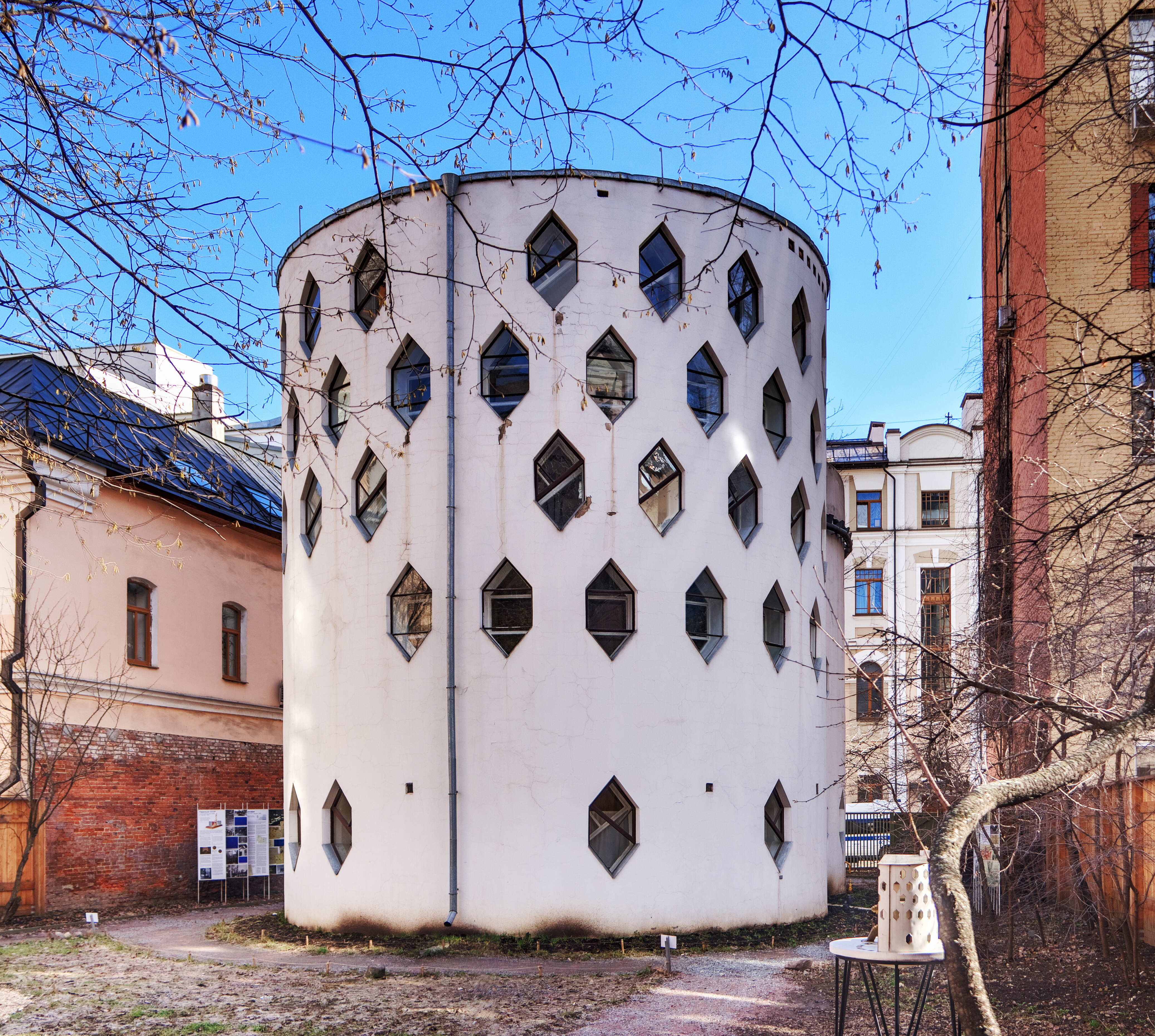
La maison Melnikov.

## Jumelage entre autorités publiques
Le 13 décembre 2018, le CSA français, le CSA belge et la HAICA tunisienne, trois instances de régulation audiovisuelle de leur pays respectif garantes de la liberté de la communication, lancent officiellement un jumelage avec l'appui de l'INA. Soutenu financièrement par l'Union européenne, cette relation a avant tout un rôle de partage d'expérience, de conseil et de modernisation ainsi qu'un soutien pour un positionnement stratégique et international de l'HAICA, fondée en 2013,,.

## Jumelage entre loges maçonniques
Procédure qui lie deux loges de pays ou d'obédiences différentes pour renforcer l'idée de franc-maçonnerie universelle.
Le format reste à la libre appréciation des loges maçonniques et des obédiences dans la mesure où cette procédure relève plus de la tradition que de règlements formels.
Le jumelage maçonnique est également appelé « Charte d'Amitié » ou « Pacte d'Amitié »[source insuffisante]. Il est particulièrement développé dans la franc-maçonnerie continentale (exemples en France[source insuffisante], en Suisse[source insuffisante] et en Belgique[source insuffisante]).

## Jumelage avec des escadrons militaires
Le 29 septembre 2020, la commune de Bar-sur-Aube célèbre un « jumelage militaire » avec le 1er escadron du 5e régiment de dragons de Mailly-le-Camp. Puis, le 21 septembre 2021, c'est la commune de Nogent-sur-Seine qui signe une charte de jumelage avec le 3e escadron du même régiment. Il s'agirait d'une tradition de « ville marraine ».

## Jumelage entre parcs nationaux
Plusieurs parcs nationaux ont été jumelés entre eux :
- le parc national de la Vanoise (France) est jumelé avec le parc national du Grand-Paradis (Italie) depuis le 8 juillet 1972[60] ;

- le parc national des Cévennes (France) est jumelé avec le parc national du Fjord-du-Saguenay (Canada) depuis 5 juillet 1984 (par les gouvernements de France et du Québec) et avec le parc naturel du Montseny (Espagne) depuis novembre 1987[61],[62] ;
- le parc national de Toubkal (Maroc) est quant à lui jumelé au parc national du Grand Bassin (États-Unis) depuis le 11 mai 2016[63],[64] ;
- le parc national du Connemara (Irlande) est jumelé parc national Terra-Nova (Canada) depuis le 14 juin 2019[65],[66],[67].